# 뱀뱀의 음반 내용과 참여 목록
다음은 대한민국의 보이 그룹 GOT7의 멤버이자, 솔로 가수 뱀뱀 (BamBam)이 작사, 작곡 및 프로듀싱에 참여한 목록이다.

## 음반 참여

### 뱀뱀 (BamBam)
| 연도 | 발매일     | Artist        | 앨범명           | 곡명                                       | 비고 |
| ---- | ---------- | ------------- | ---------------- | ------------------------------------------ | --- |
| 2024 | 2024.08.08 | 뱀뱀 (BamBam) | 《BAMESIS》      | 〈LAST PARADE〉                            | - 작사 : 뱀뱀 (BamBam), earattack, Don Baller, Cimo Fränkel, Rik Annema, JOOPEPE - 작곡 : 뱀뱀 (BamBam), earattack, Don Baller, Cimo Fränkel, Rik Annema |
| 2024 | 2024.08.08 | 뱀뱀 (BamBam) | 《BAMESIS》      | 〈Mi Último Deseo〉                        | - 작곡 : 뱀뱀 (BamBam), Ale Alberti, Storii, Duck Blackwell, Bryan Chong |
| 2024 | 2024.08.08 | 뱀뱀 (BamBam) | 《BAMESIS》      | 〈Ball Like That〉                         | - 작곡 : 뱀뱀 (BamBam), Chaz Mishan, Max Matluck, Robert James Russell |
| 2024 | 2024.08.08 | 뱀뱀 (BamBam) | 《BAMESIS》      | 〈Must Be Nice〉                           | - 작사 : 뱀뱀 (BamBam), Kes Kross - 작곡 : 뱀뱀 (BamBam), Ruwanga Samath, Erick Serna, Bryan Chong |
| 2024 | 2024.08.08 | 뱀뱀 (BamBam) | 《BAMESIS》      | 〈Thank You Come Again〉                   | - 작사 : 뱀뱀 (BamBam), Derrick Milano, Ariel Imani, Nilo Blues, Bryan Chong - 작곡 : 뱀뱀 (BamBam), Murda Beatz, BoogzDaBeast, FNZ, Bryan Chong |
| 2023 | 2023.03.28 | 뱀뱀 (BamBam) | 《Sour & Sweet》 | 〈Feather〉                                | - 작사 : 뱀뱀 (BamBam), Jimmy Brown |
| 2023 | 2023.03.28 | 뱀뱀 (BamBam) | 《Sour & Sweet》 | 〈Take It Easy〉                           | - 작사 : 뱀뱀 (BamBam), Kyle Reynolds, Brandyn Robert Burnette, Nicholas Henriques, Garrison Webster, Jawon Daniels - 작곡 : 뱀뱀 (BamBam), Kyle Reynolds, Brandyn Robert Burnette, Nicholas Henriques, Garrison Webster, Jawon Daniels |
| 2023 | 2023.03.28 | 뱀뱀 (BamBam) | 《Sour & Sweet》 | 〈GHOST〉                                  | - 작사 : 뱀뱀 (BamBam), Adam Halliday, De'La, Sean Fischer, 이스란 - 작곡 : 뱀뱀 (BamBam), Adam Halliday, De'La, Sean Fischer |
| 2023 | 2023.03.28 | 뱀뱀 (BamBam) | 《Sour & Sweet》 | 〈Sour & Sweet〉                           | - 작사 : 뱀뱀 (BamBam), JADE.J, Kyle Reynolds, Emily Rebecca Vaughn, Jonathan Santana - 작곡 : 뱀뱀 (BamBam), Kyle Reynolds, Emily Rebecca Vaughn, Jonathan Santana |
| 2023 | 2023.03.28 | 뱀뱀 (BamBam) | 《Sour & Sweet》 | 〈about YOU〉                              | - 작사 : 뱀뱀 (BamBam), 황유빈, HIGHER BABY, Marty Valentine - 편곡 : 뱀뱀 (BamBam), HIGHER BABY, Sakehands, Marty Valentine, 정성민 (Psycho Tension) |
| 2023 | 2023.03.28 | 뱀뱀 (BamBam) | 《Sour & Sweet》 | 〈TIPPY TOE〉                              | - 작사 : 뱀뱀 (BamBam), Adam Halliday, De'La, Bekah Novi - 작곡 : 뱀뱀 (BamBam), Adam Halliday, De'La, Bekah Novi |
| 2023 | 2023.03.28 | 뱀뱀 (BamBam) | 《Sour & Sweet》 | 〈Wings〉                                  | - 작사 : 뱀뱀 (BamBam), JADE.J, Adam Halliday, Dillon Deskin - 작곡 : 뱀뱀 (BamBam), Adam Halliday, Dillon Deskin |
| 2022 | 2022.01.18 | 뱀뱀 (BamBam) | 《B》            | 〈Intro (Satellites)〉                     | - 작사 : 뱀뱀 (BamBam), Dougie F, Bryan Chong - Engineered for Mix 강선영 - Mixed by 구종필, 뱀뱀 (BamBam) @ KLANG STUDIO - Mastered by 권남우 @ 821 Sound - Music co-producer 뱀뱀 (BamBam), 정성민 (Psycho Tension) |
| 2022 | 2022.01.18 | 뱀뱀 (BamBam) | 《B》            | 〈Who Are You (Feat. 슬기 of Red Velvet)〉 | - 작사 : 뱀뱀 (BamBam), 이스란, 이하진, Grey (Kyle Trewartha, Michael Trewartha), Mikael Temrowski, Livvi Franc - Engineered for Mix 강선영 - Mixed by 구종필, 뱀뱀 (BamBam) @ KLANG STUDIO - Mastered by 권남우 @ 821 Sound - Music co-producer 뱀뱀 (BamBam), 정성민 (Psycho Tension) - Vocal producer 신용수 (Psycho Tension) - Original Publisher Psycho Tension                                                                                            |
| 2022 | 2022.01.18 | 뱀뱀 (BamBam) | 《B》            | 〈Slow Mo〉                                | - 작사 : 뱀뱀 (BamBam), 이스란, Pink Sweat$, Jayson DeZuzio - 작곡 : 뱀뱀 (BamBam), earattack - Mixed by 마스터키, 뱀뱀 (BamBam) @ 821 Sound - Mastered by 권남우 @ 821 Sound - Music co-producer 뱀뱀 (BamBam), 정성민 (Psycho Tension) - Original Publisher Pink Sweat$ / Artist 101 Publishing Group (BMI) All rights administered by Songs of Kobalt Music Publishing (BMI)/ Have a Nice Jay for KIDinaKORNER / Universal, Songs of Universal, Inc. (ASCAP) |
| 2022 | 2022.01.18 | 뱀뱀 (BamBam) | 《B》            | 〈Let me love you〉                        | - 작사 : 뱀뱀 (BamBam), Jimmy Brown |
| 2022 | 2022.01.18 | 뱀뱀 (BamBam) | 《B》            | 〈Ride or die〉                            | - 작사 : 뱀뱀 (BamBam), 이스란, earattack - Mixed by 마스터키, 뱀뱀 (BamBam) @ 821 Sound - Mastered by 권남우 @ 821 Sound - Original Publisher MUSIC CUBE, INC., PEERMUSIC III LTD Sub-Publisher MUSIC CUBE, INC. |
| 2022 | 2022.01.18 | 뱀뱀 (BamBam) | 《B》            | (Album Credit)                             | - Producer BamBam - A&R 전혜수, 황한나, 이혜린 - Executive Producer 이동형 - Supervisor 이준원 - Chief Director 방석형 |
| 2021 | 2020.11.30 | 뱀뱀 (BamBam) | 《riBBon》       | 〈Pandora〉                                | - 작사 : 뱀뱀 (BamBam), earattack, 이하진, 황유빈 |
| 2021 | 2020.11.30 | 뱀뱀 (BamBam) | 《riBBon》       | 〈riBBon〉                                 | - 작사 : 뱀뱀 (BamBam), 조윤경, 이하진, earattack, Luke - 작곡 : 뱀뱀 (BamBam) Peter Chun, Andreas Carlsson, Drew Scott, Ryan Kim, earattack |
| 2021 | 2020.11.30 | 뱀뱀 (BamBam) | 《riBBon》       | 〈Look so fine〉                           | - 작사 : 뱀뱀 (BamBam), earattack, 이하진 - 작곡 : 뱀뱀 (BamBam), earattack |
| 2021 | 2020.11.30 | 뱀뱀 (BamBam) | 《riBBon》       | 〈Air〉                                    | - 작사 : 뱀뱀 (BamBam), Chris LaRocca, Bryan Chong - 작곡 : 뱀뱀 (BamBam), Chris LaRocca, Bryan Chong |
| 2021 | 2020.11.30 | 뱀뱀 (BamBam) | 《riBBon》       | 〈Under the sky〉                          | - 작사 : 뱀뱀 (BamBam), 이하진 |
| 2021 | 2020.11.30 | 뱀뱀 (BamBam) | 《riBBon》       | (Album Credit)                             | - Producer BamBam (A&R 전혜수) - Co-producer 이준원 - Executive Producer 이동형 |

### GOT7

#### 음반
한국
| 연도 | 발매일     | 앨범명                                           | Artist | GOT7                                  | 곡명                                                            | 비고 |
| ---- | ---------- | ------------------------------------------------ | ------ | ------------------------------------- | --------------------------------------------------------------- | --- |
| 2025 | 2025.01.20 | 《WINTER_HEPTAGON》                              | GOT7   | 뱀뱀                                  | 〈PYTHON〉                                                      | - 작사 : 뱀뱀, Kyle Reynolds, JOOPEPE, Nick Lee, Jason Fox, Samik ‘Symphony’ Ganguly - 작곡 : 뱀뱀, Kyle Reynolds, Nick Lee, Jason Fox, Samik ‘Symphony’ Ganguly - 편곡 : 뱀뱀, 정성민 @ Psycho Tension, Nick Lee        |
| 2025 | 2025.01.20 | 《WINTER_HEPTAGON》                              | GOT7   | 뱀뱀                                  | 〈TIDAL WAVE〉                                                  | - 작곡 : 뱀뱀, Chris LaRocca, Herag Sanbalian, Bryan Chong - 편곡 : 뱀뱀, 정성민 @ Psycho Tension |
| 2025 | 2025.01.20 | 《WINTER_HEPTAGON》                              | GOT7   | GOT7                                  | 〈우리가 할 수 있는 말은.〉                                     | - 작사 : GOT7 |
| 2020 | 2020.11.30 | 《Breath of Love : Last Piece》                  | GOT7   | 뱀뱀                                  | 〈Waiting For You〉                                             | - 작사 : 뱀뱀, 정성민, 신용수 - 작곡 : 뱀뱀, Psycho Tension(정성민) |
| 2020 | 2020.04.20 | 《DYE》                                          | GOT7   | 마크 투안 (Mark Tuan) 뱀뱀 잭슨       | 〈God has return + Mañana〉 - 마크 투안 (Mark Tuan), 뱀뱀, 잭슨 | - 작사 : 마크 투안 (Mark Tuan), 뱀뱀, 잭슨 (Jackson Wang) - 작곡 : 뱀뱀, FRANTS - 공표일자 : 2019.06.15 GOT7 2019 WORLD TOUR 'KEEP SPINNING' IN SEOUL                                                                    |
| 2019 | 2019.05.20 | 《SPINNING TOP : BETWEEN SECURITY & INSECURITY》 | GOT7   | 뱀뱀                                  | 〈믿어줄래〉                                                    | - 작사 : 뱀뱀, Tommy Park - 작곡 : 뱀뱀, FRANTS |
| 2018 | 2018.12.03 | 《Present : YOU & ME Edition》                   | GOT7   | 잭슨 뱀뱀 유겸                        | 〈I Love It〉 - 잭슨, 뱀뱀, 유겸                                | - 작사 : 잭슨 (Jackson Wang), Genneo - 작곡 : 잭슨 (Jackson Wang), Genneo - 공표일자 : 2016.04.29 GOT7 1ST CONCERT FLY IN SEOUL                                                                                          |
| 2018 | 2018.12.03 | 《Present : YOU & ME Edition》                   | GOT7   | 잭슨 뱀뱀 유겸                        | 〈WOLO〉 - 잭슨, 뱀뱀, 유겸                                     | - 작사 : 잭슨 (Jackson Wang), 뱀뱀, 유겸 - 작곡 : 잭슨 (Jackson Wang), Genneo - 편곡 : 잭슨 (Jackson Wang), Genneo - 무대 컨셉, 의상 아이디어 : 뱀뱀 - 안무 : 유겸 - 공표일자 : 2016.04.29 GOT7 1ST CONCERT FLY IN SEOUL |
| 2018 | 2018.12.03 | 《Present : YOU & ME Edition》                   | GOT7   | 진영 뱀뱀                             | 〈King〉 - 진영, 뱀뱀                                           | - 작사 : 진영, 뱀뱀 - 작곡 : 진영, 뱀뱀, FRANTS - 공표일자 : 2016.04.29 GOT7 1ST CONCERT FLY IN SEOUL |
| 2018 | 2018.09.17 | 《Present : YOU》                                | GOT7   | 뱀뱀                                  | 〈Party〉 - 뱀뱀 Solo                                           | - 작사 : 뱀뱀 - 작곡 : 뱀뱀, Frants |
| 2018 | 2018.03.12 | 《Eyes On You》                                  | GOT7   | 뱀뱀                                  | 〈The Reason〉                                                  | - 작사 : 뱀뱀, 이하진 - 작곡 : 뱀뱀, IMAGES - 편곡 : 뱀뱀, IMAGES |
| 2017 | 2017.10.10 | 《7 for 7》                                      | GOT7   | 영재 뱀뱀                             | 〈Moon U〉                                                      | - 작사 : Ars, 뱀뱀, 주찬양, Maxx Song - 작곡 : Ars, 주찬양, Command Freaks |
| 2017 | 2017.10.10 | 《7 for 7》                                      | GOT7   | 뱀뱀                                  | 〈Remember You〉                                                | - 작사 : 뱀뱀, 이하진 - 작곡 : 뱀뱀, Images |
| 2017 | 2017.10.10 | 《7 for 7》                                      | GOT7   | 마크 투안 (Mark Tuan) 잭슨 뱀뱀       | 〈Face〉                                                        | - 작사 : 마크 투안 (Mark Tuan), 잭슨 (Jackson Wang), 뱀뱀, 이우민, Mayu Wakisaka - 랩 메이킹 : 마크 투안 (Mark Tuan), 잭슨 (Jackson Wang), 뱀뱀                                                                          |
| 2017 | 2017.03.13 | 《FLIGHT LOG : ARRIVAL》                         | GOT7   | 잭슨 JAY B 마크 투안 (Mark Tuan) 뱀뱀 | 〈Shopping Mall〉                                               | - 작사 : 잭슨 (Jackson Wang), Def., 마크 투안 (Mark Tuan), 뱀뱀, earattack - 작곡 : 잭슨 (Jackson Wang), earattack, 5$                                                                                                   |
| 2017 | 2017.03.13 | 《FLIGHT LOG : ARRIVAL》                         | GOT7   | 진영 뱀뱀                             | 〈Paradise〉                                                    | - 작사 : 진영, 뱀뱀, Distract - 작곡 : 진영, Secret Weapon, Distract |
| 2017 | 2017.03.13 | 《FLIGHT LOG : ARRIVAL》                         | GOT7   | JAY B 마크 투안 (Mark Tuan) 뱀뱀 잭슨 | 〈Go Higher〉                                                   | - 작사 : Def., 마크 투안 (Mark Tuan), 뱀뱀, 잭슨 (Jackson Wang), earattack - 작곡 : Def., earattack, 5$ |
| 2016 | 2016.09.27 | 《FLIGHT LOG : TURBULENCE》                      | GOT7   | 유겸 마크 투안 (Mark Tuan) 뱀뱀 잭슨  | 〈노잼〉                                                        | - 작사 : 유겸, 마크 투안 (Mark Tuan), 뱀뱀, 잭슨 (Jackson Wang), Frants - 작곡 : 유겸, 마크 투안 (Mark Tuan), Frants |
| 2016 | 2016.09.27 | 《FLIGHT LOG : TURBULENCE》                      | GOT7   | 뱀뱀 마크 투안 (Mark Tuan)            | 〈만약에〉                                                      | - 작사 : 뱀뱀, 마크 투안 (Mark Tuan), Primeboi |
| 2016 | 2016.09.27 | 《FLIGHT LOG : TURBULENCE》                      | GOT7   | JAY B 뱀뱀                            | 〈니꿈꿔〉                                                      | - 작사 : Def., 뱀뱀, earattack - 작곡 : Def., earattack |
| 2016 | 2016.03.21 | 《FLIGHT LOG : DEPARTURE》                       | GOT7   | 유겸 마크 투안 (Mark Tuan) 뱀뱀       | 〈빛이나〉                                                      | - 작사 : 유겸, 마크 투안 (Mark Tuan), Frants - 랩 메이킹 : 마크 투안 (Mark Tuan), 뱀뱀 - 작곡 : 유겸, 마크 투안 (Mark Tuan), Frants                                                                                      |
| 2015 | 2015.11.23 | 《MAD Winter Edition》                           | GOT7   | JAY B 뱀뱀                            | 〈매일〉                                                        | - 작사 : Def., 조울 - 랩 메이킹 : 뱀뱀 - 작곡 : Def., 조울 |

일본
| 연도 | 발매일     | 앨범명                                                | Artist | GOT7                       | 곡명                                   | 비고 |
| ---- | ---------- | ----------------------------------------------------- | ------ | -------------------------- | -------------------------------------- | --- |
| 2019 | 2019.01.30 | 《I WON'T LET YOU GO (마크 투안 (Mark Tuan) & 뱀뱀)》 | GOT7   | 마크 투안 (Mark Tuan) 뱀뱀 | 〈COLD〉 - 마크 투안 (Mark Tuan), 뱀뱀 | - 작사 : 뱀뱀, SIMON - 작곡 : 뱀뱀, FRANTS |
| 2018 | 2018.06.20 | 《THE New Era (JAY B & 영재 & 뱀뱀)》                 | GOT7   | JAY B 영재 뱀뱀            | 〈HMMMM〉 - JAY B, 영재, 뱀뱀          | - 작사 : Def., Mirror Boy(220VOLT), D.Ham(220VOLT), HNMR(220VOLT), Samuelle Soung - 작곡 : Def., Mirror Boy(220VOLT), D.Ham(220VOLT), HNMR(220VOLT) |
| 2017 | 2017.11.15 | 《TURN UP (뱀뱀 & 유겸)》                             | GOT7   | 뱀뱀 유겸                  | 〈97 YOUNG & RICH〉 - 뱀뱀, 유겸       | - 작사 : 뱀뱀, 유겸, SIMON - 작곡 : 뱀뱀, 유겸, FRANTS                                                                                              |

#### Lyric Video
| 연도 | Artist | 구분               | 제목                                                             |
| ---- | ------ | ------------------ | ---------------------------------------------------------------- |
| 2017 | GOT7   | Lyric Video Teaser | - GOT7 〈You Are〉 (Prod by BamBam) (Teaser) - Prod by 뱀뱀      |
| 2017 | GOT7   | Lyric Video        | - GOT7 〈You Are〉 (Prod by BamBam) (Lyric Video) - Prod by 뱀뱀 |

#### 무대
| 연도 | Artist | 발매일     | 앨범명                         | 곡명                        | 안무 창작 참여 |
| ---- | ------ | ---------- | ------------------------------ | --------------------------- | --- |
| 2016 | GOT7   | 2018.12.03 | 《Present : YOU & ME Edition》 | 〈WOLO〉 - 잭슨, 뱀뱀, 유겸 | - 무대 컨셉, 의상 아이디어 : 뱀뱀 - 안무 : 유겸 |
| 2016 | GOT7   | 2018.12.03 | 《Present : YOU & ME Edition》 | 〈WOLO〉 - 잭슨, 뱀뱀, 유겸 | 2016 GOT7 1ST CONCERT FLY IN SEOUL - 작사 : 잭슨 (Jackson Wang), 뱀뱀, 유겸 - 작곡 : 잭슨 (Jackson Wang), Genneo - 편곡 : 잭슨 (Jackson Wang), Genneo |

## 음반 내용

### 뱀뱀 (BamBam)

#### 《BAMESIS》 (2024)
| 2024 | 2024.08.08 | Artist       | 뱀뱀 (BamBam) |             |             |             |             |             |             |
| 2024 | 2024.08.08 | 앨범명       | 《BAMESIS》 | 《BAMESIS》 | 《BAMESIS》 | 《BAMESIS》 | 《BAMESIS》 | 《BAMESIS》 | 《BAMESIS》 |
| 2024 | 2024.08.08 | 앨범 내용    | 뱀뱀 (BamBam) 3rd Mini Album 《BAMESIS》 - 뱀뱀의, 뱀뱀에 의한, 뱀뱀을 위한 또 하나의 세계 'BAMESIS [baˈme.sɪs]' - 마침내 자신을 둘러싼 세계를 깨뜨리고 진정한 자아를 마주한 뱀뱀이 자신만의 강렬한 색채로 가득 채운 새로운 대륙을 건국한다. 어떠한 구속도 없는 자신만의 세계에서 뱀뱀은 거칠 것 없이 자유롭고, 흔들림 없이 단단하다. 결단코 무너지지 않을 세계 속에서 마치 마지막 행진과도 같은 비장한 첫 걸음을 내딛는다. - 뱀뱀으로부터 시작해서, 뱀뱀이 이끄는 모든 곳으로.“Way to BAMESIS” |             |             |             |             |             |             |
| 2024 | 2024.08.08 | 타이틀곡     | 〈LAST PARADE〉 |             |             |             |             |             |             |
| 2024 | 2024.08.08 | 타이틀곡     | - "This is the Last Parade" |             |             |             |             |             |             |
| 2024 | 2024.08.08 | 타이틀곡     | 〈Thank You Come Again〉 |             |             |             |             |             |             |
| 2024 | 2024.08.08 | 타이틀곡     | - “For real I thanks all the haters” |             |             |             |             |             |             |
| 2024 | 2024.08.08 | 수록곡       | 〈Mi Último Deseo〉 - "My Last Wish" |             |             |             |             |             |             |
| 2024 | 2024.08.08 | 수록곡       | 〈Ball Like That〉 - “Ball like that : Having a good time or enjoying oneself” |             |             |             |             |             |             |
| 2024 | 2024.08.08 | 수록곡       | 〈Must Be Nice〉 - "Well it must be nice, to let me go and you be free" |             |             |             |             |             |             |
| 2024 | 2024.08.08 | Album Credit | - Producer : BamBam (뱀뱀) |             |             |             |             |             |             |
| 2024 | 2024.08.08 | 음반 매거진  | - 뱀뱀 (BamBam)의 강렬한 색채로 가득 채운 새로운 대륙, 《BAMESIS》 (멜론) - 뱀뱀 (BamBam)이 만든 하나의 세계 《BAMESIS》 자켓 촬영 비하인드 (지니뮤직) |             |             |             |             |             |             |
| 2024 | 2024.08.08 | 기사         | - 뱀뱀, 신보 ‘바메시스’ 전곡 미리듣기 공개…“힙합-라틴 다채로운 음악” (MBN 제공) |             |             |             |             |             |             |

#### 《Sour & Sweet》 (2023)
| 2023 | 2023.03.28 | Artist       | 뱀뱀 (BamBam) |                  |                  |                  |                  |                  |
| 2023 | 2023.03.28 | 앨범명       | 《Sour & Sweet》 | 《Sour & Sweet》 | 《Sour & Sweet》 | 《Sour & Sweet》 | 《Sour & Sweet》 | 《Sour & Sweet》 |
| 2023 | 2023.03.28 | 앨범 내용    | 뱀뱀 (BamBam) 1st Full Album 《Sour & Sweet》 - 아티스트 혹은 인간 뱀뱀 (BamBam)에 대해 표현하고자 한 앨범 《Sour & Sweet》 뱀뱀 (BamBam)만이 할 수 있는 8개의 이야기를 전한다. - 뱀뱀 (BamBam)이 첫 번째 정규 앨범 《Sour & Sweet》을 발표한다. 이번 첫 정규 앨범은 아티스트, 혹은 인간 뱀뱀을 표현할 수 있는 상징적인 키워드와 실제 경험담을 가사에 녹여 그의 다양한 이야기를 진솔하게 담아냈다. - 더욱이 Intro부터 Outro까지 앨범 전곡에 대한 곡별 콘셉트가 존재하는 이번 앨범은 뱀뱀 (BamBam)의 다채로운 매력을 한껏 드러내기에 충분하다. 8가지 콘셉트에 맞는 자켓과 하이라이트 메들리 필름은 전곡의 무드를 오롯이 전달하며 앨범을 통해 이야기하고자 하는 바를 확고히 했다. 타이틀곡인 〈Sour & Sweet〉 뮤직비디오 역시 이중인격을 갖고 있는 인물을 표현한 드라마 타이즈 형식으로 한 편의 영화를 보는 듯한 몰입감을 선사한다. |                  |                  |                  |                  |                  |
| 2023 | 2023.03.28 | 타이틀곡     | 〈 Sour & Sweet〉 |                  |                  |                  |                  |                  |
| 2023 | 2023.03.28 | 타이틀곡     | - 첫 정규 앨범의 타이틀곡인 〈 Sour & Sweet〉은 인간이 갖고 있는 ‘이중성’에 대한 물음에서 시작한 곡으로 일반적으로 떠오르는 뱀뱀의 예의 바르고 착한, 순수한 이미지를 단맛 (Sweet)으로, 뱀뱀 스스로도 모르고 있어 보여지지 않은, 깨닫지도 표출되지도 못한 채 억눌린 감정 그 이면의 모습을 신맛 (Sour)으로 표현해 상반된 이미지를 담았다. 강렬한 Kick, Snare는 Bass, Synth 사운드와 어우러져 곡의 분위기를 더욱 고조시킨다. |                  |                  |                  |                  |                  |
| 2023 | 2023.03.28 | 수록곡       | 〈Feather〉 - 정규 앨범의 Intro 곡인 Feather는 처음 한국으로 온 뱀뱀의 어린 시절의 모습을 담은 곡으로 낯선 한국 공항에 덩그러니 혼자 있는 뱀뱀을 부유하는 연약한 깃털 하나로 표현했다. 하얀 깃털 하나는 포근한 느낌을 주지는 않지만, 부드럽고 연약한 존재이며 온전한 하나의 날개가 될 수 있게 하는 요소로 뱀뱀의 꿈을 상징하기도 한다. 추운 겨울의 낭만적인 분위기가 느껴지는 Piano와 Strings, 불균형하고 딥한 808 Bass는 곡의 무드를 한층 살렸다. |                  |                  |                  |                  |                  |
| 2023 | 2023.03.28 | 수록곡       | 〈Take It Easy〉 - 경쾌한 리듬으로 시작하는 Take It Easy는 정신없이 바쁘게 흘러가는 아티스트 뱀뱀의 일상과 고단한 하루를 마무리하는 시간 속 공허함을 표현한 곡이다. Guitar로 더해진 풍부한 사운드와 쉬운 멜로디, 반복되는 가사가 인상적이다. |                  |                  |                  |                  |                  |
| 2023 | 2023.03.28 | 수록곡       | 〈GHOST〉 - 곡 제목과는 상반되는 무드를 갖고 있는 GHOST는 뱀뱀의 어릴 적 돌아가신 아버지의 이야기를 다룬 곡이다. 꿈에서조차 보기 힘든 아버지를 어쩌다 만나게 되는 날은 가위에 눌려 고통스러워하는 뱀뱀의 실제 이야기를 그렸다. 그에게 아버지는 작은 추억 하나조차 남지 않아 원망스러운 동시에 막연한 그리움의 대상이다. |                  |                  |                  |                  |                  |
| 2023 | 2023.03.28 | 수록곡       | 〈춤 (Let’s Dance)〉 - 미니멀한 악기 구성에 뱀뱀의 감미로운 보컬이 돋보이는 R&B 장르의 이지리스닝 곡인 춤 (Let’s Dance)은 ‘뱀뱀’ 하면 떠오르는 키워드인 ‘춤’을 주제로 사랑하는 연인 사이의 로맨틱한 모습을 춤에 빗대어 감미롭게 표현한 곡이다.“왼쪽으로 두 번 평생 같이 하잔 말”과 같이 연인 간의 달콤한 속삭임을 둘만의 춤으로 표현한 가사가 인상적이다. |                  |                  |                  |                  |                  |
| 2023 | 2023.03.28 | 수록곡       | 〈about YOU〉 - 808 Bass와 신디사이저 사운드가 돋보이는 Hiphop R&B 장르의 about YOU는 내가 나에 대해 하는 이야기이지만, ‘나’를 ‘너’로 지칭하며 다른 이의 시점을 빌려 풀어낸 곡으로 화면에 비춰지는 직업에서 오는 어쩔 수 없는 상황, 보여지는 이미지 등에 대해 딥하게 담고 있다. 뱀뱀의 중저음 보이스가 곡의 무게감을 더한다. |                  |                  |                  |                  |                  |
| 2023 | 2023.03.28 | 수록곡       | 〈TIPPY TOE〉 - 새로운 것에 대한 뱀뱀의 호기심과 기대감을 사랑하는 사람을 보면 어쩔 줄 몰라 하고 떨려 하는 남자의 심리로 표현한 곡이다. 반복되는 가사가 인상적이며 Jazzy한 멜로디와 가스펠의 조화는 곡의 매력을 극대화 시킨다. |                  |                  |                  |                  |                  |
| 2023 | 2023.03.28 | 수록곡       | 〈Wings〉 - 정규 앨범의 Outro 곡인 Wings는 Intro 곡인 Feather와 수미상관을 이룬다. 갈 곳을 잃은 듯 이리저리 부유하던 깃털 하나는 포근하고 온전한 형태의 커다란 날개가 되고, 이는 꿈을 이룬 뱀뱀의 모습을 의미한다. 곡의 전반적인 무드를 이끌어 주는 Brass, Clarinet, String 선율은 Drum과의 조화를 이루며 드라마틱한 아름다움을 선사한다. |                  |                  |                  |                  |                  |
| 2023 | 2023.03.28 | Album Credit | - Producer : BamBam (뱀뱀) - Executive Producer : 이동형 - Supervisor : 이준원 - A&R : 전혜수 |                  |                  |                  |                  |                  |
| 2023 | 2023.03.28 | 음반 매거진  | - 함부로 맛보다간 빠져! 뱀뱀 (BamBam) 《Sour & Sweet》 자켓 촬영 비하인드 (지니뮤직) - 첫 정규 앨범으로 돌아온 뱀뱀 (BamBam)이 추천하는 '드라이브할 때 듣기 좋은 노래'. (멜론) |                  |                  |                  |                  |                  |
| 2023 | 2023.03.28 | 기사         | - 뱀뱀, 본업 잘하는 데뷔 10년 차의 첫 정규 앨범 ‘Sour & Sweet’ (종합) (톱스타뉴스 제공) - 뱀뱀, '낯선 새콤,&익숙 달콤' 11년차 자서전 (Sour & Sweet 쇼케이스) (전자신문 제공) |                  |                  |                  |                  |                  |

#### 《B》 (2022)
| 2022 | 2022.01.18 | Artist                      | 뱀뱀 (BamBam) |       |       |       |       |       |
| 2022 | 2022.01.18 | 앨범명                      | 《B》 | 《B》 | 《B》 | 《B》 | 《B》 | 《B》 |
| 2022 | 2022.01.18 | 앨범 내용                   | 뱀뱀 (BamBam) 2nd Mini Album 《B》 - 뱀뱀 (BamBam)만이 가진 무한한 가능성으로 가득 찬 세상 《B》, 자신만의 색깔에 천천히 녹아든다! - 뱀뱀 (BamBam)이 두 번째 미니앨범 《B》를 발표한다. Pre-single 〈Who Are You〉를 통해 또 다른 나의 존재에 대해 인식하고 나의 잠재된 가능성의 목소리가 커지며 모든 것이 달라진 뱀뱀 (BamBam)은 진짜 나만의 꿈과 색깔을 찾는 계기를 갖게 된다. 뱀뱀 (BamBam)의 2nd Mini Album 《B》는 다양한 색깔이 가득한, 신비롭고 변화무쌍한 뱀뱀 (BamBam)만의 세상을 이야기한 앨범이다. - 타이틀곡 〈Slow Mo〉는 내 안에 있던 너의 존재를 깨닫고 너와 함께 나만의 세상을 만들어 가며 그 안에 천천히 녹아든다는 스토리를 담고 있다. 내가 가진 가능성과 잠재력으로 다양한 시도를 하며 나만의 꿈과 색깔을 찾아가는 가수 뱀뱀 (BamBam)의 모습을 사랑하는 사람 (내 안의 또 다른 나)을 통해 몰랐던 나의 모습을 알게 되고 서로에게 영향을 주고받으며 녹아드는 연인의 모습에 빗대어 표현했다. |       |       |       |       |       |
| 2022 | 2022.01.18 | 앨범 자켓과 뮤직비디오      | 〈Slow Mo〉 |       |       |       |       |       |
| 2022 | 2022.01.18 | 앨범 자켓과 뮤직비디오      | - 뱀뱀 (BamBam)의 매력을 한껏 담아낸 감각적인 자켓 이미지는 지난 앨범에 이어 또 한 번 화제를 모았다. 아직 발현되지 않은 가능성의 존재는 그림자와 거울을 통해 표현하였고, 그 가능성을 인식하지 못한 상태의 정적인 세상은 어안렌즈와 아크릴 구로 담아냈다. 다양한 형태의 석상과 화려한 컬러 퍼는 뱀뱀 (BamBam)의 잠재력과 가능성을 상징하며, 자신만의 꿈과 색깔에 녹아드는 뱀뱀 (BamBam)의 모습은 흘러내리는 페인팅을 통해 아트적으로 풀어내 눈길을 끈다. 공개되는 이미지들에 담긴 그의 모습은 세련된 비주얼로 보는 이들의 눈을 즐겁게 할 뿐만 아니라 뱀뱀 (BamBam)만의 다채로운 매력이 디벨롭되며 섬세한 스토리텔링을 전달하기에 더욱 인상적이다. - 뮤직비디오 역시 신비롭고 컬러풀한 이미지를 초자연적이고 환상적으로 그려내 보는 재미를 더했다. |       |       |       |       |       |
| 2022 | 2022.01.18 | 앨범 자켓과 뮤직비디오      | 〈Who Are You (Feat. 슬기 of Red Velvet)〉 |       |       |       |       |       |
| 2022 | 2022.01.18 | 앨범 자켓과 뮤직비디오      | - 뱀뱀 (BamBam)의 무한한 잠재력을 상징하는 또 다른 자아는 Red Velvet의 슬기가 표현해 주어 눈길을 끈다. 자켓과 뮤직비디오를 통해 담긴 닮은 듯 다른 두 사람의 이미지와 대조적이지만 조화롭게 어우러지는 음색은 곡에 힘을 실으며 완성도를 높였다. 프로젝트의 신호탄이 된 〈Who Are You〉는 두 번째 미니앨범에 대한 기대감을 고조 시키기에 충분하다. |       |       |       |       |       |
| 2022 | 2022.01.18 | 타이틀곡                    | 〈Slow Mo〉 |       |       |       |       |       |
| 2022 | 2022.01.18 | 타이틀곡                    | - 타이틀곡 〈Slow Mo〉는 인디 베이스 라인과 팝 탑 라인 위로 힙합 드럼 비트가 조화를 이룬 곡으로, 무한한 가능성으로 가득 찬 뱀뱀 (BamBam)만의 세계를 만들어 가며 그 안에 녹아든다는 메시지를 담고 있다. 또한, 미국 유명 싱어송라이터 Pink Sweat$가 작곡에 참여해 곡의 완성도를 높였다. |       |       |       |       |       |
| 2022 | 2022.01.18 | 타이틀곡                    | 〈Who Are You (Feat. 슬기 of Red Velvet)〉 |       |       |       |       |       |
| 2022 | 2022.01.18 | 타이틀곡                    | - 선공개곡이자 이번 앨범의 더블 타이틀곡인 〈Who Are You (Feat. Red Velvet)〉는 마이너한 진행의 화성 위에 어쿠스틱 기타 사운드와 묵직한 드럼 비트가 조화를 이루며 무게감 있는 울림을 선사하는 곡으로, 분위기 있는 뱀뱀의 보컬과 매력적인 Red Velvet 슬기의 음색을 통해 세련되면서도 감성적인 멜로디로 풀어냈다. |       |       |       |       |       |
| 2022 | 2022.01.18 | 수록곡                      | 〈Intro (Satellites)〉 - 몽환적이면서도 무게감 있는 분위기와 강인한 가사가 돋보이는 곡으로, 위성이라는 미지의 공간을 배경으로 그동안 깨닫지 못했던 진짜 나를 보여주겠다는 뱀뱀 (BamBam)의 포부를 담아냈다. |       |       |       |       |       |
| 2022 | 2022.01.18 | 수록곡                      | 〈Subliminal〉 - 서정적인 느낌의 칼림바 리프와 강렬한 트랩 비트가 어우러져 Dreamy한 분위기가 돋보이는 곡으로, 사랑하는 연인에게 마음을 고백하는 가사가 인상적이다. |       |       |       |       |       |
| 2022 | 2022.01.18 | 수록곡                      | 〈Let me love you〉 - 뱀뱀 (BamBam)의 첫 번째 미니앨범 《riBBon》에 수록된 '불필요한 주위 시선에 지친 이들에게 위로를 건네는 가사를 담은 곡 〈Look so fine〉의 연장선인 곡인 〈Let me love you〉는 '듣는 이들 모두 다양한 잠재력을 가지고 있는 소중한 존재이므로 자기 자신을 사랑하며 아껴주자는 메시지'를 담고 있다. 힘든 하루를 위로해 주는 뱀뱀 (BamBam)의 스위트함이 돋보이는 위로송. 트로피컬 느낌의 신디사이저와 감미로운 일렉기타 사운드가 특징인 R&B 장르의 곡. |       |       |       |       |       |
| 2022 | 2022.01.18 | 수록곡                      | 〈Ride or die〉 - 거침없이 달려가고 싶다는 에너지 넘치는 가사를 담고 있는 곡으로, 중독성 강한 기타 리프를 중심으로 힙합 비트가 어우러져 파워풀한 매력을 느낄 수 있다. |       |       |       |       |       |
| 2022 | 2022.01.18 | Album Credit                | - Producer BamBam - A&R 전혜수, 황한나, 이혜린 - Executive Producer 이동형 - Supervisor 이준원 - Chief Director 방석형 |       |       |       |       |       |
| 2022 | 2022.01.18 | 트위터 해시태그 (Hashflags) | - #BamBam |       |       |       |       |       |
| 2022 | 2022.01.18 | 트위터 해시태그 (Hashflags) | - #뱀뱀 |       |       |       |       |       |
| 2022 | 2022.01.18 | 트위터 해시태그 (Hashflags) | - #B |       |       |       |       |       |
| 2022 | 2022.01.18 | 트위터 해시태그 (Hashflags) | - #SlowMo |       |       |       |       |       |
| 2022 | 2022.01.18 | 트위터 해시태그 (Hashflags) | - #BamBam_SlowMo |       |       |       |       |       |
| 2022 | 2022.01.18 | 음반 매거진                 | - 다양한 색깔들로 뱀뱀의 세상을 이야기하다, 뱀뱀(BamBam) 《B》 비하인드 (지니뮤직) - 뱀뱀 (BamBam)만의 무한한 가능성으로 가득 찬 세상, 《B》 (멜론) |       |       |       |       |       |
| 2022 | 2022.01.18 | 기사                        | - “새 꿈을 꿔” 우리가 몰랐던 뱀뱀 (BamBam)의 새 얼굴 ‘Slow Mo’ (들어보고서 - 뉴스엔) - 솔로 가수 뱀뱀 (BamBam)을 이루는 부드러운 절제감의 음악틀 (전자신문 종합) - 뱀뱀 (BamBam), 레드벨벳 슬기와 컬래버 "DM으로 연락…동기지만 처음 대화" (엑스포츠뉴스 종합) |       |       |       |       |       |
| 2022 | 2022.01.18 | #SlowMoChallenge            | - BamBam's #SlowMoChallenge 물들어 갈수록 선명해져〰 - BamBam's #SlowMoChallenge Until I know Oh oh oh oh |       |       |       |       |       |

#### 〈Who Are You〉 (2021)
| 2021 | 2021.12.28 | Artist                       | 뱀뱀 (BamBam) |                 |                 |                 |                 |                 |
| 2021 | 2021.12.28 | 앨범명                       | 《Who Are You》 | 《Who Are You》 | 《Who Are You》 | 《Who Are You》 | 《Who Are You》 | 《Who Are You》 |
| 2021 | 2021.12.28 | 앨범 내용                    | 뱀뱀 (BamBam) Pre-single 〈Who Are You〉 - 평범하던 내 삶을 어지럽힌 또 다른 나의 존재, someone else in mind 너의 존재를 깨닫고 인정하게 되며 새로운 세상을 맞이할 준비를 한다. 뱀뱀 (BamBam)이 두 번째 미니앨범 발매를 앞두고 선공개곡을 발표한다. - 뱀뱀 (BamBam)의 2nd Mini Album의 시작을 알리는 〈Who Are You (Feat. Red Velvet)〉는 늘 내 안에 자리 잡고 있던 또 다른 나의 존재 (뱀뱀의 잠재력과 가능성)를 인식하게 되는 과정을 담고 있다. 사랑하는 연인에게 끌려다니는 듯 보이지만, 나의 또 다른 자아의 목소리가 커지며 나의 잠재력과 새로운 가능성을 알게 된 뱀뱀이 또 다른 시작을 하고자 하는 것. 뱀뱀 (BamBam)의 Pre-single 〈Who Are You〉는 내 안에 늘 다양한 가능성이 존재했지만 솔로 활동을 하며 그 가능성들의 의식이 커졌고 그것을 바탕으로 진짜 나의 색깔을 찾게 되는 계기를 갖게 되는 뱀뱀의 현재를 표현했다. |                 |                 |                 |                 |                 |
| 2021 | 2021.12.28 | 앨범 자켓과 뮤직비디오       | 〈Who Are You (Feat. 슬기 of Red Velvet)〉 |                 |                 |                 |                 |                 |
| 2021 | 2021.12.28 | 앨범 자켓과 뮤직비디오       | - 뱀뱀 (BamBam)의 무한한 잠재력을 상징하는 또 다른 자아는 Red Velvet의 슬기가 표현해 주어 눈길을 끈다. 자켓과 뮤직비디오를 통해 담긴 닮은 듯 다른 두 사람의 이미지와 대조적이지만 조화롭게 어우러지는 음색은 곡에 힘을 실으며 완성도를 높였다. 프로젝트의 신호탄이 된 〈Who Are You〉는 두 번째 미니앨범에 대한 기대감을 고조 시키기에 충분하다. |                 |                 |                 |                 |                 |
| 2021 | 2021.12.28 | 선공개곡                     | 〈Who Are You (Feat. 슬기 of Red Velvet)〉 |                 |                 |                 |                 |                 |
| 2021 | 2021.12.28 | 선공개곡                     | - 뱀뱀 (BamBam)의 2nd Mini Album 선공개곡 〈Who Are You (Feat. Red Velvet)〉는 마이너한 진행의 화성 위에 어쿠스틱 기타 사운드와 묵직한 드럼 비트가 조화를 이루며 무게감 있는 울림을 선사하는 곡으로, 분위기 있는 뱀뱀의 보컬과 매력적인 레드벨벳 슬기의 음색을 통해 세련되면서도 감성적인 멜로디로 풀어냈다. |                 |                 |                 |                 |                 |
| 2021 | 2021.12.28 | Track Review                 | - Music co-producer BamBam, 정성민 (Psycho Tension) - Lyrics by BamBam, 이스란, 이하진, Grey (Kyle Trewartha, Michael Trewartha), Mikael Temrowski, Livvi Franc - Composed by Grey (Kyle Trewartha, Michael Trewartha), Mikael Temrowski, Livvi Franc - Arranged by Grey (Kyle Trewartha, Michael Trewartha), Mikael Temrowski, Livvi Franc - Vocal producer 신용수 (Psycho Tension) - Original Publisher Psycho Tension |                 |                 |                 |                 |                 |
| 2021 | 2021.12.28 | 기사                         | - 레드벨벳 슬기 손잡은 뱀뱀 (BamBam), 한계없는 솔로 뮤지션으로 ‘Who Are You’ (들어보고서) (뉴스엔 제공) - 뱀뱀 (BamBam), 레드벨벳 슬기와 컬래버 "DM으로 연락…동기지만 처음 대화" (엑스포츠뉴스 종합) - 뱀뱀 (BamBam), 'Who Are You' 맨발의 퍼포먼스 비디오 공개…"현대무용 보는 듯" (스타뉴스 제공) |                 |                 |                 |                 |                 |
| 2021 | 2021.12.28 | #WhoAreYouChallenge 슬기.zip | - BamBam X 슬기 〈Who Are You〉 (Challenge) - 슬기 (Red Velvet) × 뱀뱀 (GOT7) 〈Red Velvet - Queendom〉 (한복 ver.) (슬기.zip - 네이버 나우.) |                 |                 |                 |                 |                 |

#### 《riBBon》 (2021)
| 2021 | 2021.06.15 | Artist                             | 뱀뱀 (BamBam) |            |            |            |            |            |
| 2021 | 2021.06.15 | 앨범명                             | 《riBBon》 | 《riBBon》 | 《riBBon》 | 《riBBon》 | 《riBBon》 | 《riBBon》 |
| 2021 | 2021.06.15 | 앨범 내용                          | 뱀뱀 (BamBam) 1st Mini Album 《riBBon》 - 판도라 상자 속 유일한 희망의 존재, 뱀뱀 (BamBam), 모든 불행과 고통이 드리워진 어둠의 세상을 희망으로 밝혀간다! - GOT7 뱀뱀 (BamBam)이 첫 번째 솔로 미니앨범 《riBBon》을 발표한다. 솔로 아티스트 뱀뱀 (BamBam)으로 첫 발을 내딛는 이번 앨범은 호기심을 이기지 못한 판도라가 제우스로부터 받은 상자를 열어 온갖 재앙과 재악이 뛰쳐나와 세상에 퍼진 후, 상자 속에는 희망만이 남았다는 그리스 신화를 모티브로 타이틀명이기도 한 ‘riBBon (리본)’이라는 오브제를 ‘희망’으로 상징화하여 풀어냈다. - 뱀뱀 자체가 '리본', 즉 '희망의 존재'로 해석이 가능하며 다시 한번 판도라 상자가 열리며 세상 밖으로 나오게 된 희망의 상징 '뱀뱀'이 세상에 퍼진 부정의 기운을 매듭짓고 희망의 매듭을 새로이 만들어 긍정의 메시지를 전달하는 (riBBon) 의미와, 솔로 아티스트로서 새로운 시작을 하는 현재의 뱀뱀과도 (reborn) 연결되어 있다. 또한 riBBon에 뱀뱀의 이름 BB(BamBam)도 있어서 뱀뱀 (BamBam) 자체가 리본으로 이번 앨범은 더욱 의미가 깊다. |            |            |            |            |            |
| 2021 | 2021.06.15 | 앨범 자켓 콘셉트                   | - 상자 속 잠들어 있던 희망이 세상 밖으로 나와 밝은 에너지를 뿌리는 스토리는 판도라 상자 속 뱀뱀 (BamBam), 판도라 상자와 세상과의 경계 지점에 선 뱀뱀, 판도라 상자 밖으로 나온 뱀뱀 (BamBam)이라는 콘셉트로 자켓을 통해 이미지적으로 녹여내며 그동안 보지 못했던 뱀뱀 (BamBam)의 새로운 모습을 다채롭게 담아내 눈길을 끈다. |            |            |            |            |            |
| 2021 | 2021.06.15 | 뮤직 비디오 하이라이트 메들리 필름 | - 앨범 동명의 타이틀곡 〈riBBon〉의 뮤직 비디오 역시 이러한 스토리 라인을 바탕으로 뱀뱀의 밝은 에너지와 키치하고 세련된 무드의 영상미로 보는 재미를 더했으며 하이라이트 메들리 필름은 천지창조의 7 chapter를 곡별 무드에 맞게 담아내 영상에 힘을 실었다. - '하이라이트 메들리 필름' 〈riBBon〉에서 뱀뱀이 안고 있는 아기는 뱀뱀이 직접 낸 아이디어. 아기는 뱀뱀으로, 뱀뱀이 다시 태어난(reborn) 1살 아기 뱀뱀한테 생일 파티(Happy birthday)를 해주는 의미. - 앨범 《riBBon》의 '하이라이트 메들리 필름' 음원과 동명의 타이틀곡 〈riBBon〉의 '뮤직 비디오 티저 1, 2' 음원 편집을 뱀뱀이 작곡가 싸이코텐션과 함께 곡 마다 연결하는 부분들을 다 아이디어 내면서 함께 음원 편집 작업을 했다. 새벽 5시까지 음원 편집 작업을 했지만 재밌었던 작업이었고 이런 작업과, 직접 낸 아이디어, 의견 등 작은 디테일들에 뱀뱀이 직접 참여를 많이 한 앨범. - '《riBBon》 하이라이트 메들리 필름' 하퀄피 감독 코멘터리 : 아티스트로서 새로이 시작하는 뱀뱀을 생각하며, 천지창조를 주제로 하이라이트 메들리를 기획해봤습니다. 든든한 스텝분들 덕에 촬영부터 후반까지 작업하는 내내 즐거웠습니다. 늘 같은 말로밖에 표현 못하지만 진심으로 감사합니다. 본 뮤비도 기대해주세요! |            |            |            |            |            |
| 2021 | 2021.06.15 | 타이틀곡                           | 〈riBBon〉 |            |            |            |            |            |
| 2021 | 2021.06.15 | 타이틀곡                           | - 첫 솔로 미니앨범과 동명의 타이틀곡 〈riBBon〉은 뱀뱀이 작사・작곡에 참여한 곡으로, 쉽고 중독성 있는 멜로디 라인과 희망적인 가사가 돋보이는 곡으로 그동안 보지 못했던 뱀뱀의 새로운 매력을 가득 담아냈다. 뱀뱀 특유의 밝고 사랑스러운 에너지는 곡의 매력을 극대화 시켰다. |            |            |            |            |            |
| 2021 | 2021.06.15 | 수록곡                             | 〈Intro (Prod. Murda Beatz)〉 - 뱀뱀의 새로운 시작을 알리는 Intro는 유명 프로듀서 Murda Beatz가 뱀뱀의 첫 솔로 앨범을 축하하며 선물한 곡으로 몽환적인 사운드가 인상적이다. |            |            |            |            |            |
| 2021 | 2021.06.15 | 수록곡                             | 〈Pandora〉 - 뱀뱀이 작사에 참여한 곡으로, 간결한 bass 루프와 반복되는 허밍이 인상적인 곡으로 세련된 hiphop 비트 위에 파워풀한 808 베이스와 멜로디가 더해져 타이틀곡과는 상반된 매력을 보여준다. |            |            |            |            |            |
| 2021 | 2021.06.15 | 수록곡                             | 〈Look so fine〉 - 뱀뱀이 작사・작곡에 참여한 곡으로, 불필요한 주위 시선에 지친 이들에게 위로를 건네는 가사를 담은 곡으로 과하지 않은 hiphop 비트와 중독성 강한 EP, 아르페지오 신스로 누구나 쉽게 따라 부를 수 있는 멜로디가 특징이다. |            |            |            |            |            |
| 2021 | 2021.06.15 | 수록곡                             | 〈Air〉 - 뱀뱀이 작사・작곡에 참여한 곡으로, 나른한 듯 분위기 있는 멜로디와 뱀뱀의 감미로운 보컬이 돋보이는 곡으로 Murda Beatz의 프로듀싱이 더해져 곡의 완성도를 높였다.. |            |            |            |            |            |
| 2021 | 2021.06.15 | 수록곡                             | 〈Under the sky〉 - 뱀뱀이 작사에 참여한 곡으로, 뱀뱀이 처음으로 선보이는 R&B 발라드 곡. 새로운 시작을 앞둔 현재, 지난날에 대한 소중함과 감사의 마음을 담고 있다. |            |            |            |            |            |
| 2021 | 2021.06.15 | Album Credit                       | - Producer BamBam - A&R 전혜수 - Co-producer 이준원 - Executive Producer 이동형 |            |            |            |            |            |
| 2021 | 2021.06.15 | 음반 매거진                        | - 희망의 상징으로 다시 돌아온, 뱀뱀 (BamBam) 《riBBon》 자켓 촬영 비하인드 (지니뮤직) - 희망으로 어둠의 세상을 밝혀가는, 뱀뱀 (BamBam) 《riBBon》 (멜론) |            |            |            |            |            |
| 2021 | 2021.06.15 | 기사                               | - 다시 태어난 뱀뱀 (BamBam), 7년만에 첫 솔로 데뷔 (마이데일리 제공) - 뱀뱀 (BamBam), 갓세븐 아닌 솔로로 '리본'…희망에너지 쏜다. (스타투데이 제공) |            |            |            |            |            |

### GOT7

#### 한국
| 2020 | Artist                                                                    | GOT7                                                                      | GOT7                                                                      | GOT7                                                                      | GOT7                                                                      | GOT7 | | | |
| 2020 | 앨범 내용                                                                 | 《Breath of Love : Last Piece》                                           | 《Breath of Love : Last Piece》                                           | 《Breath of Love : Last Piece》                                           | 《Breath of Love : Last Piece》                                           | 《Breath of Love : Last Piece》 | | | |
| 2020 | 발매일                                                                    | 2020.11.30                                                                | 2020.11.30                                                                | 2020.11.30                                                                | 2020.11.30                                                                | 2020.11.30 | | | |
| 2020 | 〈Waiting For You〉                                                       | 〈Waiting For You〉                                                       | 〈Waiting For You〉                                                       | 〈Waiting For You〉                                                       | 〈Waiting For You〉                                                       | - 뱀뱀이 작사, 작곡한 곡으로 칠(Chill)한 분위기의 곡으로 쉬면서 편하게 들을 수 있는 곡. 가사 내용은 이별 후 느끼는 허탈함과 그리움을 차분하게 표현했다. 곡을 전반적으로 이끌어가는 뱀뱀의 독보적인 음색이 특징으로, GOT7의 넓은 음악적 스펙트럼이 도드라진다. | - 뱀뱀이 작사, 작곡한 곡으로 칠(Chill)한 분위기의 곡으로 쉬면서 편하게 들을 수 있는 곡. 가사 내용은 이별 후 느끼는 허탈함과 그리움을 차분하게 표현했다. 곡을 전반적으로 이끌어가는 뱀뱀의 독보적인 음색이 특징으로, GOT7의 넓은 음악적 스펙트럼이 도드라진다. | - 뱀뱀이 작사, 작곡한 곡으로 칠(Chill)한 분위기의 곡으로 쉬면서 편하게 들을 수 있는 곡. 가사 내용은 이별 후 느끼는 허탈함과 그리움을 차분하게 표현했다. 곡을 전반적으로 이끌어가는 뱀뱀의 독보적인 음색이 특징으로, GOT7의 넓은 음악적 스펙트럼이 도드라진다. | - 뱀뱀이 작사, 작곡한 곡으로 칠(Chill)한 분위기의 곡으로 쉬면서 편하게 들을 수 있는 곡. 가사 내용은 이별 후 느끼는 허탈함과 그리움을 차분하게 표현했다. 곡을 전반적으로 이끌어가는 뱀뱀의 독보적인 음색이 특징으로, GOT7의 넓은 음악적 스펙트럼이 도드라진다. |
| 2020 | Artist                                                                    | GOT7                                                                      | GOT7                                                                      | GOT7                                                                      | GOT7                                                                      | GOT7 | | | |
| 2020 | 앨범 내용                                                                 | 《DYE》                                                                   | 《DYE》                                                                   | 《DYE》                                                                   | 《DYE》                                                                   | 《DYE》 | | | |
| 2020 | 발매일                                                                    | 2020.04.20                                                                | 2020.04.20                                                                | 2020.04.20                                                                | 2020.04.20                                                                | 2020.04.20 | | | |
| 2020 | 〈God has return + Mańana (CD Only)〉 - 마크 투안 (Mark Tuan), 잭슨, 뱀뱀 | 〈God has return + Mańana (CD Only)〉 - 마크 투안 (Mark Tuan), 잭슨, 뱀뱀 | 〈God has return + Mańana (CD Only)〉 - 마크 투안 (Mark Tuan), 잭슨, 뱀뱀 | 〈God has return + Mańana (CD Only)〉 - 마크 투안 (Mark Tuan), 잭슨, 뱀뱀 | 〈God has return + Mańana (CD Only)〉 - 마크 투안 (Mark Tuan), 잭슨, 뱀뱀 | - 마크 투안 (Mark Tuan), 잭슨, 뱀뱀이 작사, 작곡에 참여한 유닛 곡. God has return(INTRO) + Mańana(스페인어로 내일이란 뜻)은 GOT7이 월드투어 처음으로 남미를 가게 되어 팬분들을 위해 스페인어 같은 분위기의 노래를 만들고 싶어서 마크 투안 (Mark Tuan), 잭슨, 뱀뱀이 만든 곡 | - 마크 투안 (Mark Tuan), 잭슨, 뱀뱀이 작사, 작곡에 참여한 유닛 곡. God has return(INTRO) + Mańana(스페인어로 내일이란 뜻)은 GOT7이 월드투어 처음으로 남미를 가게 되어 팬분들을 위해 스페인어 같은 분위기의 노래를 만들고 싶어서 마크 투안 (Mark Tuan), 잭슨, 뱀뱀이 만든 곡 | - 마크 투안 (Mark Tuan), 잭슨, 뱀뱀이 작사, 작곡에 참여한 유닛 곡. God has return(INTRO) + Mańana(스페인어로 내일이란 뜻)은 GOT7이 월드투어 처음으로 남미를 가게 되어 팬분들을 위해 스페인어 같은 분위기의 노래를 만들고 싶어서 마크 투안 (Mark Tuan), 잭슨, 뱀뱀이 만든 곡 | - 마크 투안 (Mark Tuan), 잭슨, 뱀뱀이 작사, 작곡에 참여한 유닛 곡. God has return(INTRO) + Mańana(스페인어로 내일이란 뜻)은 GOT7이 월드투어 처음으로 남미를 가게 되어 팬분들을 위해 스페인어 같은 분위기의 노래를 만들고 싶어서 마크 투안 (Mark Tuan), 잭슨, 뱀뱀이 만든 곡 |
| 2019 | Artist                                                                    | GOT7                                                                      | GOT7                                                                      | GOT7                                                                      | GOT7                                                                      | GOT7 | | | |
| 2019 | 앨범 내용                                                                 | 《SPINNING TOP : BETWEEN SECURITY & INSECURITY》                          | 《SPINNING TOP : BETWEEN SECURITY & INSECURITY》                          | 《SPINNING TOP : BETWEEN SECURITY & INSECURITY》                          | 《SPINNING TOP : BETWEEN SECURITY & INSECURITY》                          | 《SPINNING TOP : BETWEEN SECURITY & INSECURITY》 | | | |
| 2019 | 발매일                                                                    | 2019.05.20                                                                | 2019.05.20                                                                | 2019.05.20                                                                | 2019.05.20                                                                | 2019.05.20 | | | |
| 2019 | 〈믿어줄래〉                                                              | 〈믿어줄래〉                                                              | 〈믿어줄래〉                                                              | 〈믿어줄래〉                                                              | 〈믿어줄래〉                                                              | - 뱀뱀이 작사, 작곡에 참여한 곡. 너를 너무 좋아하고 정말 같은 길로 걷고 싶은 나를 너가 믿어줄래, 받아줄래 라는 가사 내용. 어느 정도 자신감도 있으면서 상대방이 나를 어떻게 생각하고 있는지 정확하게 모르기 때문에 가지는 자신감과 불안감 두 가지 다 있는 곡. 또한, 빛(자신감)을 잃은 GOT7을 팽이라고 생각한다면 팽이가 돌다가 넘어지면 누군가가 다시 와서 팽이를 다시 돌려줘야 팽이가 돌기 때문에 '나를 다시 믿어줄래 나한테 다시 힘이 돼줄래' 라고 빛을 다시 찾기 시작하는, 빛이 다시 보이는 곡.                                                  | - 뱀뱀이 작사, 작곡에 참여한 곡. 너를 너무 좋아하고 정말 같은 길로 걷고 싶은 나를 너가 믿어줄래, 받아줄래 라는 가사 내용. 어느 정도 자신감도 있으면서 상대방이 나를 어떻게 생각하고 있는지 정확하게 모르기 때문에 가지는 자신감과 불안감 두 가지 다 있는 곡. 또한, 빛(자신감)을 잃은 GOT7을 팽이라고 생각한다면 팽이가 돌다가 넘어지면 누군가가 다시 와서 팽이를 다시 돌려줘야 팽이가 돌기 때문에 '나를 다시 믿어줄래 나한테 다시 힘이 돼줄래' 라고 빛을 다시 찾기 시작하는, 빛이 다시 보이는 곡.                                                  | - 뱀뱀이 작사, 작곡에 참여한 곡. 너를 너무 좋아하고 정말 같은 길로 걷고 싶은 나를 너가 믿어줄래, 받아줄래 라는 가사 내용. 어느 정도 자신감도 있으면서 상대방이 나를 어떻게 생각하고 있는지 정확하게 모르기 때문에 가지는 자신감과 불안감 두 가지 다 있는 곡. 또한, 빛(자신감)을 잃은 GOT7을 팽이라고 생각한다면 팽이가 돌다가 넘어지면 누군가가 다시 와서 팽이를 다시 돌려줘야 팽이가 돌기 때문에 '나를 다시 믿어줄래 나한테 다시 힘이 돼줄래' 라고 빛을 다시 찾기 시작하는, 빛이 다시 보이는 곡.                                                  | - 뱀뱀이 작사, 작곡에 참여한 곡. 너를 너무 좋아하고 정말 같은 길로 걷고 싶은 나를 너가 믿어줄래, 받아줄래 라는 가사 내용. 어느 정도 자신감도 있으면서 상대방이 나를 어떻게 생각하고 있는지 정확하게 모르기 때문에 가지는 자신감과 불안감 두 가지 다 있는 곡. 또한, 빛(자신감)을 잃은 GOT7을 팽이라고 생각한다면 팽이가 돌다가 넘어지면 누군가가 다시 와서 팽이를 다시 돌려줘야 팽이가 돌기 때문에 '나를 다시 믿어줄래 나한테 다시 힘이 돼줄래' 라고 빛을 다시 찾기 시작하는, 빛이 다시 보이는 곡.                                                  |
| 2018 | Artist                                                                    | GOT7                                                                      | GOT7                                                                      | GOT7                                                                      | GOT7                                                                      | GOT7 | | | |
| 2018 | 앨범 내용                                                                 | 《Present : YOU & ME Edition》                                            | 《Present : YOU & ME Edition》                                            | 《Present : YOU & ME Edition》                                            | 《Present : YOU & ME Edition》                                            | 《Present : YOU & ME Edition》 | | | |
| 2018 | 발매일                                                                    | 2018.12.03                                                                | 2018.12.03                                                                | 2018.12.03                                                                | 2018.12.03                                                                | 2018.12.03 | | | |
| 2018 | 〈I Love It〉 - 잭슨, 뱀뱀, 유겸                                          | 〈I Love It〉 - 잭슨, 뱀뱀, 유겸                                          | 〈I Love It〉 - 잭슨, 뱀뱀, 유겸                                          | 〈I Love It〉 - 잭슨, 뱀뱀, 유겸                                          | 〈I Love It〉 - 잭슨, 뱀뱀, 유겸                                          | - 잭슨이 작사, 작곡에 참여한 곡. 잭슨, 뱀뱀, 유겸의 매력적인 보이스가 돋보이는 곡. | - 잭슨이 작사, 작곡에 참여한 곡. 잭슨, 뱀뱀, 유겸의 매력적인 보이스가 돋보이는 곡. | - 잭슨이 작사, 작곡에 참여한 곡. 잭슨, 뱀뱀, 유겸의 매력적인 보이스가 돋보이는 곡. | - 잭슨이 작사, 작곡에 참여한 곡. 잭슨, 뱀뱀, 유겸의 매력적인 보이스가 돋보이는 곡. |
| 2018 | 〈WOLO〉 - 잭슨, 뱀뱀, 유겸                                               | 〈WOLO〉 - 잭슨, 뱀뱀, 유겸                                               | 〈WOLO〉 - 잭슨, 뱀뱀, 유겸                                               | 〈WOLO〉 - 잭슨, 뱀뱀, 유겸                                               | 〈WOLO〉 - 잭슨, 뱀뱀, 유겸                                               | - 잭슨, 뱀뱀, 유겸이 작사, 작곡, 편곡에 참여한 유닛곡. ‘We Only Live Once’의 줄임말로 타인이 나를 어떻게 생각하는지 신경 쓰지 말고 한 번 사는 인생을 즐기자는 메시지를 담은 힙합곡. 또한, 뱀뱀은 무대 컨셉과 의상 아이디어를, 유겸은 안무를 만들었다. | - 잭슨, 뱀뱀, 유겸이 작사, 작곡, 편곡에 참여한 유닛곡. ‘We Only Live Once’의 줄임말로 타인이 나를 어떻게 생각하는지 신경 쓰지 말고 한 번 사는 인생을 즐기자는 메시지를 담은 힙합곡. 또한, 뱀뱀은 무대 컨셉과 의상 아이디어를, 유겸은 안무를 만들었다. | - 잭슨, 뱀뱀, 유겸이 작사, 작곡, 편곡에 참여한 유닛곡. ‘We Only Live Once’의 줄임말로 타인이 나를 어떻게 생각하는지 신경 쓰지 말고 한 번 사는 인생을 즐기자는 메시지를 담은 힙합곡. 또한, 뱀뱀은 무대 컨셉과 의상 아이디어를, 유겸은 안무를 만들었다. | - 잭슨, 뱀뱀, 유겸이 작사, 작곡, 편곡에 참여한 유닛곡. ‘We Only Live Once’의 줄임말로 타인이 나를 어떻게 생각하는지 신경 쓰지 말고 한 번 사는 인생을 즐기자는 메시지를 담은 힙합곡. 또한, 뱀뱀은 무대 컨셉과 의상 아이디어를, 유겸은 안무를 만들었다. |
| 2018 | 〈King〉 - 진영, 뱀뱀                                                     | 〈King〉 - 진영, 뱀뱀                                                     | 〈King〉 - 진영, 뱀뱀                                                     | 〈King〉 - 진영, 뱀뱀                                                     | 〈King〉 - 진영, 뱀뱀                                                     | - 진영과 뱀뱀이 작사, 작곡에 참여한 유닛곡. 먼저 곡 제목을 〈King〉으로 정하고 '우리는 왕이다(King of the K-pop)'라는 컨셉이 강한 노래를 만들었다. 최고의 모습을 보여주겠다는 자신감을 노래한다. | - 진영과 뱀뱀이 작사, 작곡에 참여한 유닛곡. 먼저 곡 제목을 〈King〉으로 정하고 '우리는 왕이다(King of the K-pop)'라는 컨셉이 강한 노래를 만들었다. 최고의 모습을 보여주겠다는 자신감을 노래한다. | - 진영과 뱀뱀이 작사, 작곡에 참여한 유닛곡. 먼저 곡 제목을 〈King〉으로 정하고 '우리는 왕이다(King of the K-pop)'라는 컨셉이 강한 노래를 만들었다. 최고의 모습을 보여주겠다는 자신감을 노래한다. | - 진영과 뱀뱀이 작사, 작곡에 참여한 유닛곡. 먼저 곡 제목을 〈King〉으로 정하고 '우리는 왕이다(King of the K-pop)'라는 컨셉이 강한 노래를 만들었다. 최고의 모습을 보여주겠다는 자신감을 노래한다. |
| 2018 | Artist                                                                    | GOT7                                                                      | GOT7                                                                      | GOT7                                                                      | GOT7                                                                      | GOT7 | | | |
| 2018 | 앨범 내용                                                                 | 《Present : YOU》                                                         | 《Present : YOU》                                                         | 《Present : YOU》                                                         | 《Present : YOU》                                                         | 《Present : YOU》 | | | |
| 2018 | 발매일                                                                    | 2018.09.17                                                                | 2018.09.17                                                                | 2018.09.17                                                                | 2018.09.17                                                                | 2018.09.17 | | | |
| 2018 | 〈Party〉 - 뱀뱀 Solo                                                     | 〈Party〉 - 뱀뱀 Solo                                                     | 〈Party〉 - 뱀뱀 Solo                                                     | 〈Party〉 - 뱀뱀 Solo                                                     | 〈Party〉 - 뱀뱀 Solo                                                     | - 뱀뱀이 작사, 작곡에 참여한 뱀뱀 솔로곡. '오늘은 우리끼리 좋은 시간을 보내자'라는 내용의 곡으로 많은 사람이 아닌 나만의 사람들과 함께 신나게 즐기는 파티를 연상시키는 노래. | - 뱀뱀이 작사, 작곡에 참여한 뱀뱀 솔로곡. '오늘은 우리끼리 좋은 시간을 보내자'라는 내용의 곡으로 많은 사람이 아닌 나만의 사람들과 함께 신나게 즐기는 파티를 연상시키는 노래. | - 뱀뱀이 작사, 작곡에 참여한 뱀뱀 솔로곡. '오늘은 우리끼리 좋은 시간을 보내자'라는 내용의 곡으로 많은 사람이 아닌 나만의 사람들과 함께 신나게 즐기는 파티를 연상시키는 노래. | - 뱀뱀이 작사, 작곡에 참여한 뱀뱀 솔로곡. '오늘은 우리끼리 좋은 시간을 보내자'라는 내용의 곡으로 많은 사람이 아닌 나만의 사람들과 함께 신나게 즐기는 파티를 연상시키는 노래. |
| 2018 | Artist                                                                    | GOT7                                                                      | GOT7                                                                      | GOT7                                                                      | GOT7                                                                      | GOT7 | | | |
| 2018 | 앨범 내용                                                                 | 《Eyes On You》                                                           | 《Eyes On You》                                                           | 《Eyes On You》                                                           | 《Eyes On You》                                                           | 《Eyes On You》 | | | |
| 2018 | 발매일                                                                    | 2018.03.12                                                                | 2018.03.12                                                                | 2018.03.12                                                                | 2018.03.12                                                                | 2018.03.12 | | | |
| 2018 | 〈The Reason〉                                                            | 〈The Reason〉                                                            | 〈The Reason〉                                                            | 〈The Reason〉                                                            | 〈The Reason〉                                                            | - 뱀뱀이 작사, 작곡에 참여한 팝 댄스 곡으로 감각적인 기타 리프와 GOT7의 파워풀한 보컬이 어우러졌다. 가사에는 '어디에 있더라도 항상 GOT7을 지켜주고 응원해주는 팬들이 있기게 힘을 낼 수 있다'는 메시지와 함께 이 마음이 계속되었으면 하는 바람을 전한다. | - 뱀뱀이 작사, 작곡에 참여한 팝 댄스 곡으로 감각적인 기타 리프와 GOT7의 파워풀한 보컬이 어우러졌다. 가사에는 '어디에 있더라도 항상 GOT7을 지켜주고 응원해주는 팬들이 있기게 힘을 낼 수 있다'는 메시지와 함께 이 마음이 계속되었으면 하는 바람을 전한다. | - 뱀뱀이 작사, 작곡에 참여한 팝 댄스 곡으로 감각적인 기타 리프와 GOT7의 파워풀한 보컬이 어우러졌다. 가사에는 '어디에 있더라도 항상 GOT7을 지켜주고 응원해주는 팬들이 있기게 힘을 낼 수 있다'는 메시지와 함께 이 마음이 계속되었으면 하는 바람을 전한다. | - 뱀뱀이 작사, 작곡에 참여한 팝 댄스 곡으로 감각적인 기타 리프와 GOT7의 파워풀한 보컬이 어우러졌다. 가사에는 '어디에 있더라도 항상 GOT7을 지켜주고 응원해주는 팬들이 있기게 힘을 낼 수 있다'는 메시지와 함께 이 마음이 계속되었으면 하는 바람을 전한다. |
| 2017 | Artist                                                                    | GOT7                                                                      | GOT7                                                                      | GOT7                                                                      | GOT7                                                                      | GOT7 | | | |
| 2017 | 앨범 내용                                                                 | 《7 for 7》                                                               | 《7 for 7》                                                               | 《7 for 7》                                                               | 《7 for 7》                                                               | 《7 for 7》 | | | |
| 2017 | 발매일                                                                    | 2017.10.10                                                                | 2017.10.10                                                                | 2017.10.10                                                                | 2017.10.10                                                                | 2017.10.10 | | | |
| 2017 | 〈Moon U〉                                                                | 〈Moon U〉                                                                | 〈Moon U〉                                                                | 〈Moon U〉                                                                | 〈Moon U〉                                                                | - 영재가 작사, 작곡, 뱀뱀이 작사에 참여한 곡. 저기 하늘에 있는 달이 너 같다는 뜻에서 'Moon U' 'There’s a moon like you' '저기에 있는 달이 너 같다' 힙합 비트, 기타 리프, 멤버들의 목소리 이 세 가지가 어우러져 선선한 달밤을 떠올리게 하는 흡입력 강한 노래다. | - 영재가 작사, 작곡, 뱀뱀이 작사에 참여한 곡. 저기 하늘에 있는 달이 너 같다는 뜻에서 'Moon U' 'There’s a moon like you' '저기에 있는 달이 너 같다' 힙합 비트, 기타 리프, 멤버들의 목소리 이 세 가지가 어우러져 선선한 달밤을 떠올리게 하는 흡입력 강한 노래다. | - 영재가 작사, 작곡, 뱀뱀이 작사에 참여한 곡. 저기 하늘에 있는 달이 너 같다는 뜻에서 'Moon U' 'There’s a moon like you' '저기에 있는 달이 너 같다' 힙합 비트, 기타 리프, 멤버들의 목소리 이 세 가지가 어우러져 선선한 달밤을 떠올리게 하는 흡입력 강한 노래다. | - 영재가 작사, 작곡, 뱀뱀이 작사에 참여한 곡. 저기 하늘에 있는 달이 너 같다는 뜻에서 'Moon U' 'There’s a moon like you' '저기에 있는 달이 너 같다' 힙합 비트, 기타 리프, 멤버들의 목소리 이 세 가지가 어우러져 선선한 달밤을 떠올리게 하는 흡입력 강한 노래다. |
| 2017 | 〈Remember You〉                                                          | 〈Remember You〉                                                          | 〈Remember You〉                                                          | 〈Remember You〉                                                          | 〈Remember You〉                                                          | - 뱀뱀이 작사, 작곡에 참여한 곡. 서정적인 피아노 루핑과 808 베이스의 펀치감이 돋보이는 R&B 장르. 그리움을 담은 가사로 서정적인 분위기를 연출했다. 원래 이전에 발매됐던 GOT7의 《FLIGHT LOG : ARRIVAL》 앨범에 수록되려고 했는데 그때 곡 수가 너무 많아서 이번 앨범에 수록됐다. | - 뱀뱀이 작사, 작곡에 참여한 곡. 서정적인 피아노 루핑과 808 베이스의 펀치감이 돋보이는 R&B 장르. 그리움을 담은 가사로 서정적인 분위기를 연출했다. 원래 이전에 발매됐던 GOT7의 《FLIGHT LOG : ARRIVAL》 앨범에 수록되려고 했는데 그때 곡 수가 너무 많아서 이번 앨범에 수록됐다. | - 뱀뱀이 작사, 작곡에 참여한 곡. 서정적인 피아노 루핑과 808 베이스의 펀치감이 돋보이는 R&B 장르. 그리움을 담은 가사로 서정적인 분위기를 연출했다. 원래 이전에 발매됐던 GOT7의 《FLIGHT LOG : ARRIVAL》 앨범에 수록되려고 했는데 그때 곡 수가 너무 많아서 이번 앨범에 수록됐다. | - 뱀뱀이 작사, 작곡에 참여한 곡. 서정적인 피아노 루핑과 808 베이스의 펀치감이 돋보이는 R&B 장르. 그리움을 담은 가사로 서정적인 분위기를 연출했다. 원래 이전에 발매됐던 GOT7의 《FLIGHT LOG : ARRIVAL》 앨범에 수록되려고 했는데 그때 곡 수가 너무 많아서 이번 앨범에 수록됐다. |
| 2017 | 〈Face〉                                                                  | 〈Face〉                                                                  | 〈Face〉                                                                  | 〈Face〉                                                                  | 〈Face〉                                                                  | - 잭슨, 마크 투안 (Mark Tuan), 뱀뱀이 랩 메이킹에 참여해 각각의 매력을 살려 애절하고 감미로운 사운드를 완성했다. 서정적인 코드 진행과 기타 리프가 파워풀한 힙합 비트에 믹스된 얼터너티브 힙합 트랙이다. | - 잭슨, 마크 투안 (Mark Tuan), 뱀뱀이 랩 메이킹에 참여해 각각의 매력을 살려 애절하고 감미로운 사운드를 완성했다. 서정적인 코드 진행과 기타 리프가 파워풀한 힙합 비트에 믹스된 얼터너티브 힙합 트랙이다. | - 잭슨, 마크 투안 (Mark Tuan), 뱀뱀이 랩 메이킹에 참여해 각각의 매력을 살려 애절하고 감미로운 사운드를 완성했다. 서정적인 코드 진행과 기타 리프가 파워풀한 힙합 비트에 믹스된 얼터너티브 힙합 트랙이다. | - 잭슨, 마크 투안 (Mark Tuan), 뱀뱀이 랩 메이킹에 참여해 각각의 매력을 살려 애절하고 감미로운 사운드를 완성했다. 서정적인 코드 진행과 기타 리프가 파워풀한 힙합 비트에 믹스된 얼터너티브 힙합 트랙이다. |
| 2017 | Artist                                                                    | GOT7                                                                      | GOT7                                                                      | GOT7                                                                      | GOT7                                                                      | GOT7 | | | |
| 2017 | 앨범 내용                                                                 | 《FLIGHT LOG : ARRIVAL》                                                  | 《FLIGHT LOG : ARRIVAL》                                                  | 《FLIGHT LOG : ARRIVAL》                                                  | 《FLIGHT LOG : ARRIVAL》                                                  | 《FLIGHT LOG : ARRIVAL》 | | | |
| 2017 | 발매일                                                                    | 2017.03.13                                                                | 2017.03.13                                                                | 2017.03.13                                                                | 2017.03.13                                                                | 2017.03.13 | | | |
| 2017 | 〈Shopping Mall〉                                                         | 〈Shopping Mall〉                                                         | 〈Shopping Mall〉                                                         | 〈Shopping Mall〉                                                         | 〈Shopping Mall〉                                                         | - 잭슨이 작곡 / 잭슨・JAY B・마크 (Mark Tuan)・뱀뱀이 작사에 참여한 곡. 사랑하는 사람을 떠올리면 마치 쇼핑몰에 입장할 때처럼 설렘이 느껴진다는 위트있는 가사가 인상적인 노래. 어반 스타일이 가미된 일렉트로 힙합 장르의 곡으로, 청량한 멜로디 라인과 세련된 그루브가 어깨를 들썩이게 만든다. | - 잭슨이 작곡 / 잭슨・JAY B・마크 (Mark Tuan)・뱀뱀이 작사에 참여한 곡. 사랑하는 사람을 떠올리면 마치 쇼핑몰에 입장할 때처럼 설렘이 느껴진다는 위트있는 가사가 인상적인 노래. 어반 스타일이 가미된 일렉트로 힙합 장르의 곡으로, 청량한 멜로디 라인과 세련된 그루브가 어깨를 들썩이게 만든다. | - 잭슨이 작곡 / 잭슨・JAY B・마크 (Mark Tuan)・뱀뱀이 작사에 참여한 곡. 사랑하는 사람을 떠올리면 마치 쇼핑몰에 입장할 때처럼 설렘이 느껴진다는 위트있는 가사가 인상적인 노래. 어반 스타일이 가미된 일렉트로 힙합 장르의 곡으로, 청량한 멜로디 라인과 세련된 그루브가 어깨를 들썩이게 만든다. | - 잭슨이 작곡 / 잭슨・JAY B・마크 (Mark Tuan)・뱀뱀이 작사에 참여한 곡. 사랑하는 사람을 떠올리면 마치 쇼핑몰에 입장할 때처럼 설렘이 느껴진다는 위트있는 가사가 인상적인 노래. 어반 스타일이 가미된 일렉트로 힙합 장르의 곡으로, 청량한 멜로디 라인과 세련된 그루브가 어깨를 들썩이게 만든다. |
| 2017 | 〈Paradise〉                                                              | 〈Paradise〉                                                              | 〈Paradise〉                                                              | 〈Paradise〉                                                              | 〈Paradise〉                                                              | - 진영・뱀뱀이 작사, 진영이 작곡에 참여한 곡. 진영이 이번 앨범에 맞게 의미있는 곡을 만들어보고 싶어서 쓴 곡으로 'GOT7이 난기류(TURBULENCE)를 헤치고 I GOT7 (아가새)과 함께 파라다이스(Paradise)에 도착(ARRIVAL)했다.'는 의미로 만든 곡. 'GOT7이 함난한 걸 겪고 팬들과 함께 파라다이스에 도착했다.' 가슴 속에 두근거림을 심어준 상대를 파라다이스에 비유한 노래. 앞선 앨범 《FLIGHT LOG : TURBULENCE》 에 수록된 "Mayday"가 불안하고 위태로운 사랑을 그린 곡이라면 "Paradise"는 이번 앨범의 콘셉트에 맞게 평온하고 아름다운 사랑의 감정을 표현했다. | - 진영・뱀뱀이 작사, 진영이 작곡에 참여한 곡. 진영이 이번 앨범에 맞게 의미있는 곡을 만들어보고 싶어서 쓴 곡으로 'GOT7이 난기류(TURBULENCE)를 헤치고 I GOT7 (아가새)과 함께 파라다이스(Paradise)에 도착(ARRIVAL)했다.'는 의미로 만든 곡. 'GOT7이 함난한 걸 겪고 팬들과 함께 파라다이스에 도착했다.' 가슴 속에 두근거림을 심어준 상대를 파라다이스에 비유한 노래. 앞선 앨범 《FLIGHT LOG : TURBULENCE》 에 수록된 "Mayday"가 불안하고 위태로운 사랑을 그린 곡이라면 "Paradise"는 이번 앨범의 콘셉트에 맞게 평온하고 아름다운 사랑의 감정을 표현했다. | - 진영・뱀뱀이 작사, 진영이 작곡에 참여한 곡. 진영이 이번 앨범에 맞게 의미있는 곡을 만들어보고 싶어서 쓴 곡으로 'GOT7이 난기류(TURBULENCE)를 헤치고 I GOT7 (아가새)과 함께 파라다이스(Paradise)에 도착(ARRIVAL)했다.'는 의미로 만든 곡. 'GOT7이 함난한 걸 겪고 팬들과 함께 파라다이스에 도착했다.' 가슴 속에 두근거림을 심어준 상대를 파라다이스에 비유한 노래. 앞선 앨범 《FLIGHT LOG : TURBULENCE》 에 수록된 "Mayday"가 불안하고 위태로운 사랑을 그린 곡이라면 "Paradise"는 이번 앨범의 콘셉트에 맞게 평온하고 아름다운 사랑의 감정을 표현했다. | - 진영・뱀뱀이 작사, 진영이 작곡에 참여한 곡. 진영이 이번 앨범에 맞게 의미있는 곡을 만들어보고 싶어서 쓴 곡으로 'GOT7이 난기류(TURBULENCE)를 헤치고 I GOT7 (아가새)과 함께 파라다이스(Paradise)에 도착(ARRIVAL)했다.'는 의미로 만든 곡. 'GOT7이 함난한 걸 겪고 팬들과 함께 파라다이스에 도착했다.' 가슴 속에 두근거림을 심어준 상대를 파라다이스에 비유한 노래. 앞선 앨범 《FLIGHT LOG : TURBULENCE》 에 수록된 "Mayday"가 불안하고 위태로운 사랑을 그린 곡이라면 "Paradise"는 이번 앨범의 콘셉트에 맞게 평온하고 아름다운 사랑의 감정을 표현했다. |
| 2017 | 〈Go Higher〉                                                             | 〈Go Higher〉                                                             | 〈Go Higher〉                                                             | 〈Go Higher〉                                                             | 〈Go Higher〉                                                             | - JAY B・마크 (Mark Tuan)・뱀뱀・잭슨 작사, JAY B가 작곡에 참여한 곡. 트랩 힙합(Trap Hiphop)을 기반으로 하는 일렉트로닉 사운드가 흥을 돋운다. 마지막 땀 한 방울까지 털어 조금 더 높은 곳으로 올라가고자 하는 열망과 에너지를 느낄 수 있다. 무대에서 폭발하는 'GOT7'의 에너지를 고스란히 담고 있는 노래다. | - JAY B・마크 (Mark Tuan)・뱀뱀・잭슨 작사, JAY B가 작곡에 참여한 곡. 트랩 힙합(Trap Hiphop)을 기반으로 하는 일렉트로닉 사운드가 흥을 돋운다. 마지막 땀 한 방울까지 털어 조금 더 높은 곳으로 올라가고자 하는 열망과 에너지를 느낄 수 있다. 무대에서 폭발하는 'GOT7'의 에너지를 고스란히 담고 있는 노래다. | - JAY B・마크 (Mark Tuan)・뱀뱀・잭슨 작사, JAY B가 작곡에 참여한 곡. 트랩 힙합(Trap Hiphop)을 기반으로 하는 일렉트로닉 사운드가 흥을 돋운다. 마지막 땀 한 방울까지 털어 조금 더 높은 곳으로 올라가고자 하는 열망과 에너지를 느낄 수 있다. 무대에서 폭발하는 'GOT7'의 에너지를 고스란히 담고 있는 노래다. | - JAY B・마크 (Mark Tuan)・뱀뱀・잭슨 작사, JAY B가 작곡에 참여한 곡. 트랩 힙합(Trap Hiphop)을 기반으로 하는 일렉트로닉 사운드가 흥을 돋운다. 마지막 땀 한 방울까지 털어 조금 더 높은 곳으로 올라가고자 하는 열망과 에너지를 느낄 수 있다. 무대에서 폭발하는 'GOT7'의 에너지를 고스란히 담고 있는 노래다. |
| 2016 | Artist                                                                    | GOT7                                                                      | GOT7                                                                      | GOT7                                                                      | GOT7                                                                      | GOT7 | | | |
| 2016 | 앨범 내용                                                                 | 《FLIGHT LOG : TURBULENCE》                                               | 《FLIGHT LOG : TURBULENCE》                                               | 《FLIGHT LOG : TURBULENCE》                                               | 《FLIGHT LOG : TURBULENCE》                                               | 《FLIGHT LOG : TURBULENCE》 | | | |
| 2016 | 발매일                                                                    | 2016.09.27                                                                | 2016.09.27                                                                | 2016.09.27                                                                | 2016.09.27                                                                | 2016.09.27 | | | |
| 2016 | 〈노잼〉                                                                  | 〈노잼〉                                                                  | 〈노잼〉                                                                  | 〈노잼〉                                                                  | 〈노잼〉                                                                  | - 마크 (Mark Tuan), 유겸, 뱀뱀, 잭슨 작사, 마크 (Mark Tuan), 유겸 작곡. 마크 (Mark Tuan), 유겸이 작곡가 Frants와 의기투합해 만든 곡으로 밝고 신나는 TRAP/힙합 넘버다. 아무리 완벽한 파티라도 네가 없으면 아무런 의미가 없다는 마음을 애교 섞인 투정으로 재미있게 풀어냈다. | - 마크 (Mark Tuan), 유겸, 뱀뱀, 잭슨 작사, 마크 (Mark Tuan), 유겸 작곡. 마크 (Mark Tuan), 유겸이 작곡가 Frants와 의기투합해 만든 곡으로 밝고 신나는 TRAP/힙합 넘버다. 아무리 완벽한 파티라도 네가 없으면 아무런 의미가 없다는 마음을 애교 섞인 투정으로 재미있게 풀어냈다. | - 마크 (Mark Tuan), 유겸, 뱀뱀, 잭슨 작사, 마크 (Mark Tuan), 유겸 작곡. 마크 (Mark Tuan), 유겸이 작곡가 Frants와 의기투합해 만든 곡으로 밝고 신나는 TRAP/힙합 넘버다. 아무리 완벽한 파티라도 네가 없으면 아무런 의미가 없다는 마음을 애교 섞인 투정으로 재미있게 풀어냈다. | - 마크 (Mark Tuan), 유겸, 뱀뱀, 잭슨 작사, 마크 (Mark Tuan), 유겸 작곡. 마크 (Mark Tuan), 유겸이 작곡가 Frants와 의기투합해 만든 곡으로 밝고 신나는 TRAP/힙합 넘버다. 아무리 완벽한 파티라도 네가 없으면 아무런 의미가 없다는 마음을 애교 섞인 투정으로 재미있게 풀어냈다. |
| 2016 | 〈만약에〉                                                                | 〈만약에〉                                                                | 〈만약에〉                                                                | 〈만약에〉                                                                | 〈만약에〉                                                                | - 마크 (Mark Tuan)와 뱀뱀이 작사에 참여한 곡. R&B 장르의 곡으로, '만약에 우리가 만날 수만 있다면, 만약에 내가 니 손 잡을 수 있다면' 등의 가사에서 사랑하는 사람에 대한 진심과 애절한 마음이 느껴진다. 자신의 고백 때문에 행여나 더 멀어질까봐 겁이 나는 감정을 가사로 써내려갔다. | - 마크 (Mark Tuan)와 뱀뱀이 작사에 참여한 곡. R&B 장르의 곡으로, '만약에 우리가 만날 수만 있다면, 만약에 내가 니 손 잡을 수 있다면' 등의 가사에서 사랑하는 사람에 대한 진심과 애절한 마음이 느껴진다. 자신의 고백 때문에 행여나 더 멀어질까봐 겁이 나는 감정을 가사로 써내려갔다. | - 마크 (Mark Tuan)와 뱀뱀이 작사에 참여한 곡. R&B 장르의 곡으로, '만약에 우리가 만날 수만 있다면, 만약에 내가 니 손 잡을 수 있다면' 등의 가사에서 사랑하는 사람에 대한 진심과 애절한 마음이 느껴진다. 자신의 고백 때문에 행여나 더 멀어질까봐 겁이 나는 감정을 가사로 써내려갔다. | - 마크 (Mark Tuan)와 뱀뱀이 작사에 참여한 곡. R&B 장르의 곡으로, '만약에 우리가 만날 수만 있다면, 만약에 내가 니 손 잡을 수 있다면' 등의 가사에서 사랑하는 사람에 대한 진심과 애절한 마음이 느껴진다. 자신의 고백 때문에 행여나 더 멀어질까봐 겁이 나는 감정을 가사로 써내려갔다. |
| 2016 | 〈니꿈꿔〉                                                                | 〈니꿈꿔〉                                                                | 〈니꿈꿔〉                                                                | 〈니꿈꿔〉                                                                | 〈니꿈꿔〉                                                                | - JAY B・뱀뱀이 작사, JAY B가 작곡에 참여한 곡. 미디엄 템포의 힙합 넘버. 바쁜 일상 속에 지친 채 집에 들어와 잠이 드는 순간에도 연인의 꿈을 꾸고 사랑하는 사람을 항상 생각한다는 내용의 달콤한 곡이다. | - JAY B・뱀뱀이 작사, JAY B가 작곡에 참여한 곡. 미디엄 템포의 힙합 넘버. 바쁜 일상 속에 지친 채 집에 들어와 잠이 드는 순간에도 연인의 꿈을 꾸고 사랑하는 사람을 항상 생각한다는 내용의 달콤한 곡이다. | - JAY B・뱀뱀이 작사, JAY B가 작곡에 참여한 곡. 미디엄 템포의 힙합 넘버. 바쁜 일상 속에 지친 채 집에 들어와 잠이 드는 순간에도 연인의 꿈을 꾸고 사랑하는 사람을 항상 생각한다는 내용의 달콤한 곡이다. | - JAY B・뱀뱀이 작사, JAY B가 작곡에 참여한 곡. 미디엄 템포의 힙합 넘버. 바쁜 일상 속에 지친 채 집에 들어와 잠이 드는 순간에도 연인의 꿈을 꾸고 사랑하는 사람을 항상 생각한다는 내용의 달콤한 곡이다. |
| 2016 | Artist                                                                    | GOT7                                                                      | GOT7                                                                      | GOT7                                                                      | GOT7                                                                      | GOT7 | | | |
| 2016 | 앨범 내용                                                                 | 《FLIGHT LOG : DEPARTURE》                                                | 《FLIGHT LOG : DEPARTURE》                                                | 《FLIGHT LOG : DEPARTURE》                                                | 《FLIGHT LOG : DEPARTURE》                                                | 《FLIGHT LOG : DEPARTURE》 | | | |
| 2016 | 발매일                                                                    | 2016.03.21                                                                | 2016.03.21                                                                | 2016.03.21                                                                | 2016.03.21                                                                | 2016.03.21 | | | |
| 2016 | 〈빛이나〉                                                                | 〈빛이나〉                                                                | 〈빛이나〉                                                                | 〈빛이나〉                                                                | 〈빛이나〉                                                                | - 작사 유겸・마크 (Mark Tuan), 랩메이킹 마크 (Mark Tuan)・뱀뱀, 작곡 유겸・마크 (Mark Tuan) 참여. 영화에 나오는 여주인공이 등장할 때 후광이 빛나는 모습을 비유해 노래했다. 이미 나의 여자이지만 다른 남자를 볼 때 질투가 난다며 불안한 마음을 귀엽게 'GOT7'식으로 표현한 듣기 편한 달콤한 노래다. | - 작사 유겸・마크 (Mark Tuan), 랩메이킹 마크 (Mark Tuan)・뱀뱀, 작곡 유겸・마크 (Mark Tuan) 참여. 영화에 나오는 여주인공이 등장할 때 후광이 빛나는 모습을 비유해 노래했다. 이미 나의 여자이지만 다른 남자를 볼 때 질투가 난다며 불안한 마음을 귀엽게 'GOT7'식으로 표현한 듣기 편한 달콤한 노래다. | - 작사 유겸・마크 (Mark Tuan), 랩메이킹 마크 (Mark Tuan)・뱀뱀, 작곡 유겸・마크 (Mark Tuan) 참여. 영화에 나오는 여주인공이 등장할 때 후광이 빛나는 모습을 비유해 노래했다. 이미 나의 여자이지만 다른 남자를 볼 때 질투가 난다며 불안한 마음을 귀엽게 'GOT7'식으로 표현한 듣기 편한 달콤한 노래다. | - 작사 유겸・마크 (Mark Tuan), 랩메이킹 마크 (Mark Tuan)・뱀뱀, 작곡 유겸・마크 (Mark Tuan) 참여. 영화에 나오는 여주인공이 등장할 때 후광이 빛나는 모습을 비유해 노래했다. 이미 나의 여자이지만 다른 남자를 볼 때 질투가 난다며 불안한 마음을 귀엽게 'GOT7'식으로 표현한 듣기 편한 달콤한 노래다. |
| 2015 | Artist                                                                    | GOT7                                                                      | GOT7                                                                      | GOT7                                                                      | GOT7                                                                      | GOT7 | | | |
| 2015 | 앨범 내용                                                                 | 《MAD Winter Edition》                                                    | 《MAD Winter Edition》                                                    | 《MAD Winter Edition》                                                    | 《MAD Winter Edition》                                                    | 《MAD Winter Edition》 | | | |
| 2015 | 발매일                                                                    | 2015.11.23                                                                | 2015.11.23                                                                | 2015.11.23                                                                | 2015.11.23                                                                | 2015.11.23 | | | |
| 2015 | 〈매일〉                                                                  | 〈매일〉                                                                  | 〈매일〉                                                                  | 〈매일〉                                                                  | 〈매일〉                                                                  | - JAY B가 작사, 작곡. 뱀뱀이 랩 메이킹에 참여한 곡. 겨울 추위를 녹여줄 만큼 감미롭고 따뜻한 멜로디가 인상적인 곡이다. JAY B는 직접 써내려간 가사를 통해 GOT7을 아껴주는 모든 사람들에게 감사의 마음을 전했다. | - JAY B가 작사, 작곡. 뱀뱀이 랩 메이킹에 참여한 곡. 겨울 추위를 녹여줄 만큼 감미롭고 따뜻한 멜로디가 인상적인 곡이다. JAY B는 직접 써내려간 가사를 통해 GOT7을 아껴주는 모든 사람들에게 감사의 마음을 전했다. | - JAY B가 작사, 작곡. 뱀뱀이 랩 메이킹에 참여한 곡. 겨울 추위를 녹여줄 만큼 감미롭고 따뜻한 멜로디가 인상적인 곡이다. JAY B는 직접 써내려간 가사를 통해 GOT7을 아껴주는 모든 사람들에게 감사의 마음을 전했다. | - JAY B가 작사, 작곡. 뱀뱀이 랩 메이킹에 참여한 곡. 겨울 추위를 녹여줄 만큼 감미롭고 따뜻한 멜로디가 인상적인 곡이다. JAY B는 직접 써내려간 가사를 통해 GOT7을 아껴주는 모든 사람들에게 감사의 마음을 전했다. |

#### 일본
| 2019 | Artist                            | GOT7                                             | GOT7                                             | GOT7                                             | GOT7                                             | GOT7 | | | |
| 2019 | 앨범명                            | 《I WON'T LET YOU GO (마크 (Mark Tuan) & 뱀뱀)》 | 《I WON'T LET YOU GO (마크 (Mark Tuan) & 뱀뱀)》 | 《I WON'T LET YOU GO (마크 (Mark Tuan) & 뱀뱀)》 | 《I WON'T LET YOU GO (마크 (Mark Tuan) & 뱀뱀)》 | 《I WON'T LET YOU GO (마크 (Mark Tuan) & 뱀뱀)》 | | | |
| 2019 | 발매일                            | 2019.01.30                                       | 2019.01.30                                       | 2019.01.30                                       | 2019.01.30                                       | 2019.01.30 | | | |
| 2019 | 〈COLD〉 - 마크 (Mark Tuan), 뱀뱀 | 〈COLD〉 - 마크 (Mark Tuan), 뱀뱀                | 〈COLD〉 - 마크 (Mark Tuan), 뱀뱀                | 〈COLD〉 - 마크 (Mark Tuan), 뱀뱀                | 〈COLD〉 - 마크 (Mark Tuan), 뱀뱀                | - 뱀뱀이 작사・작곡에 참여한 마크 (Mark Tuan), 뱀뱀의 유닛곡. - 마크 (Mark Tuan)가 뱀뱀에게 "너 하고 싶은 거 다 해" 라고 말해주고 뱀뱀이 유닛곡, 의상, 악세사리, 헤어스타일 등을 기획했다. - 트렌디하고 센 힙합곡으로 마크 (Mark Tuan)와 뱀뱀의 자신감과 여유를 흥겹게 즐길 수 있는 곡.                                                                                 | - 뱀뱀이 작사・작곡에 참여한 마크 (Mark Tuan), 뱀뱀의 유닛곡. - 마크 (Mark Tuan)가 뱀뱀에게 "너 하고 싶은 거 다 해" 라고 말해주고 뱀뱀이 유닛곡, 의상, 악세사리, 헤어스타일 등을 기획했다. - 트렌디하고 센 힙합곡으로 마크 (Mark Tuan)와 뱀뱀의 자신감과 여유를 흥겹게 즐길 수 있는 곡.                                                                                 | - 뱀뱀이 작사・작곡에 참여한 마크 (Mark Tuan), 뱀뱀의 유닛곡. - 마크 (Mark Tuan)가 뱀뱀에게 "너 하고 싶은 거 다 해" 라고 말해주고 뱀뱀이 유닛곡, 의상, 악세사리, 헤어스타일 등을 기획했다. - 트렌디하고 센 힙합곡으로 마크 (Mark Tuan)와 뱀뱀의 자신감과 여유를 흥겹게 즐길 수 있는 곡.                                                                                 | - 뱀뱀이 작사・작곡에 참여한 마크 (Mark Tuan), 뱀뱀의 유닛곡. - 마크 (Mark Tuan)가 뱀뱀에게 "너 하고 싶은 거 다 해" 라고 말해주고 뱀뱀이 유닛곡, 의상, 악세사리, 헤어스타일 등을 기획했다. - 트렌디하고 센 힙합곡으로 마크 (Mark Tuan)와 뱀뱀의 자신감과 여유를 흥겹게 즐길 수 있는 곡.                                                                                 |
| 2018 | Artist                            | GOT7                                             | GOT7                                             | GOT7                                             | GOT7                                             | GOT7 | | | |
| 2018 | 앨범명                            | 《THE New Era (JAY B & 영재 & 뱀뱀)》            | 《THE New Era (JAY B & 영재 & 뱀뱀)》            | 《THE New Era (JAY B & 영재 & 뱀뱀)》            | 《THE New Era (JAY B & 영재 & 뱀뱀)》            | 《THE New Era (JAY B & 영재 & 뱀뱀)》 | | | |
| 2018 | 발매일                            | 2018.06.20                                       | 2018.06.20                                       | 2018.06.20                                       | 2018.06.20                                       | 2018.06.20 | | | |
| 2018 | 〈HMMMM〉 - JAY B, 영재, 뱀뱀     | 〈HMMMM〉 - JAY B, 영재, 뱀뱀                    | 〈HMMMM〉 - JAY B, 영재, 뱀뱀                    | 〈HMMMM〉 - JAY B, 영재, 뱀뱀                    | 〈HMMMM〉 - JAY B, 영재, 뱀뱀                    | - JAY B가 작사・작곡에 참여한 유닛곡. - 생각할 때의 〈HMMMM (흐으음)〉 이란 표현을 주제로 만들어서 '상대방을 굉장히 사랑한다고 얘기하고 싶고, 내 마음을 다 표현하고 싶은데, 내 마음이 어떻게 전달이 될까? '라는 고민을 하면서 빨리 다가가고 싶다는 내용의 밝고 재치 발랄한 곡. 후렴구의 캐치한 멜로디와 JAY B, 영재의 보컬, 뱀뱀의 랩과 세련된 멜로디를 즐길 수 있는 곡 | - JAY B가 작사・작곡에 참여한 유닛곡. - 생각할 때의 〈HMMMM (흐으음)〉 이란 표현을 주제로 만들어서 '상대방을 굉장히 사랑한다고 얘기하고 싶고, 내 마음을 다 표현하고 싶은데, 내 마음이 어떻게 전달이 될까? '라는 고민을 하면서 빨리 다가가고 싶다는 내용의 밝고 재치 발랄한 곡. 후렴구의 캐치한 멜로디와 JAY B, 영재의 보컬, 뱀뱀의 랩과 세련된 멜로디를 즐길 수 있는 곡 | - JAY B가 작사・작곡에 참여한 유닛곡. - 생각할 때의 〈HMMMM (흐으음)〉 이란 표현을 주제로 만들어서 '상대방을 굉장히 사랑한다고 얘기하고 싶고, 내 마음을 다 표현하고 싶은데, 내 마음이 어떻게 전달이 될까? '라는 고민을 하면서 빨리 다가가고 싶다는 내용의 밝고 재치 발랄한 곡. 후렴구의 캐치한 멜로디와 JAY B, 영재의 보컬, 뱀뱀의 랩과 세련된 멜로디를 즐길 수 있는 곡 | - JAY B가 작사・작곡에 참여한 유닛곡. - 생각할 때의 〈HMMMM (흐으음)〉 이란 표현을 주제로 만들어서 '상대방을 굉장히 사랑한다고 얘기하고 싶고, 내 마음을 다 표현하고 싶은데, 내 마음이 어떻게 전달이 될까? '라는 고민을 하면서 빨리 다가가고 싶다는 내용의 밝고 재치 발랄한 곡. 후렴구의 캐치한 멜로디와 JAY B, 영재의 보컬, 뱀뱀의 랩과 세련된 멜로디를 즐길 수 있는 곡 |

## 기사・인터뷰

### 뱀뱀 (BamBam)
| 연도 | Artist        | 제목                                                                           | 제공         |
| ---- | ------------- | ------------------------------------------------------------------------------ | ------------ |
| 2021 | 뱀뱀 (BamBam) | 좀 이른 열대야, 뱀뱀                                                           | Allure       |
| 2021 | 뱀뱀 (BamBam) | 솔로로 돌아온 BamBam 뱀뱀 : "뱀뱀 BamBam"이 빛날 시간.                         | Vogue        |
| 2021 | 뱀뱀 (BamBam) | 홀로선 뱀뱀 (BamBam). 눈치 보지 말고 이끌리는 대로, 마침내 본색을 드러낸 뱀뱀. | GQ           |
| 2021 | 뱀뱀 (BamBam) | “새롭게 시작해” 다시 태어난 갓세븐 뱀뱀, 'riBBon’ (들어보고서)                 | 뉴스엔       |
| 2021 | 뱀뱀 (BamBam) | 뱀뱀 "친한 친구 같은 아티스트가 목표" 솔로 아티스트로 새출발                   | 스타뉴스     |
| 2021 | 뱀뱀 (BamBam) | 갓세븐 출신 뱀뱀 "'이게 내 음악' 보여주고 싶어 솔로 결심"                      | 연합뉴스     |
| 2021 | 뱀뱀 (BamBam) | '정희' 갓세븐 뱀뱀 "박진영 추천으로 ‘언더 더 스카이’ 넣어"                     | 스타투데이   |
| 2018 | 뱀뱀 (BamBam) | Nothing to Hide                                                                | allure korea |
| 2016 | 뱀뱀 (BamBam) | '내친구집' 갓세븐 뱀뱀 "母 비 좋아해 춤추기 시작, 댄스대회 1등"                | 마이데일리   |

### GOT7
| 연도 | Artist | 기사 인터뷰 | 제목                                                                 | 앨범명                                           | 제공           |
| ---- | ------ | ----------- | -------------------------------------------------------------------- | ------------------------------------------------ | -------------- |
| 2021 | GOT7   | 음반        | 갓세븐, 신곡 '앙코르'에 담은 약속…"널 위해 부를게, 남아있는 날도"    | 《Encore》                                       | 조이뉴스24     |
| 2021 | GOT7   | 음반        | 갓세븐 진영, 신곡 ‘앙코르’ 작사-작곡 소감 “팬들께 마음 전하려 쓴 곡” | 《Encore》                                       | 한국경제       |
| 2021 | GOT7   | 음반        | 갓세븐, 완전체 신곡 '앙코르' 깜짝 발표 "갓세븐은 영원하다"           | 《Encore》                                       | 헤럴드POP      |
| 2021 | GOT7   | 음반        | 갓세븐, JYP 떠났다 “아가새 위한 음악 계속” (손편지 전문)             | 《Encore》                                       | MK스포츠       |
| 2020 | GOT7   | 음반        | (투데이IS) GOT7, 2년만 정규 컴백…직접 소개하는 자작곡                | 《Breath of Love : Last Piece》                  | 일간스포츠     |
| 2019 | GOT7   | 음반        | (ENT터뷰) GOT7(갓세븐), '불안극복의 공감, 행복함을 향하다' (인터뷰)  | 《SPINNING TOP : BETWEEN SECURITY & INSECURITY》 | 전자신문       |
| 2018 | GOT7   | 음반        | GOT7 뱀뱀, 솔로곡 'Party' M/V 티저 공개…역시 '스타일리시 가이'       | 《Present : YOU》                                | 텐아시아       |
| 2018 | GOT7   | 음반        | (S종합) 갓세븐, “이유 있는 자신감” 7人7色 매력 담은 앨범으로 컴백    | 《Present : YOU》                                | 스타데일리뉴스 |
| 2017 | GOT7   | 음반        | 갓세븐 뱀뱀, 신곡 티저영상 직접 프로듀싱..세련된 영상미              | 《7 for 7》                                      | OSEN           |
| 2017 | GOT7   | 음반        | (스타캐스트) GOT7의 숫자 7, for 7                                    | 《7 for 7》                                      | 네이버         |
| 2017 | GOT7   | 음반        | (읽는신곡) "자유 비행 시작"...GOT7, '성장'을 증명하다                | 《7 for 7》                                      | 스포츠조선     |

## 참여 음반
| 연도   | Artist        | 참고 문서                 |
| ------ | ------------- | ------------------------- |
| 2014 ~ | BamBam (뱀뱀) | - BamBam의 참여 음반 목록 |